# Duel
Pour les articles homonymes, voir Duel (homonymie).

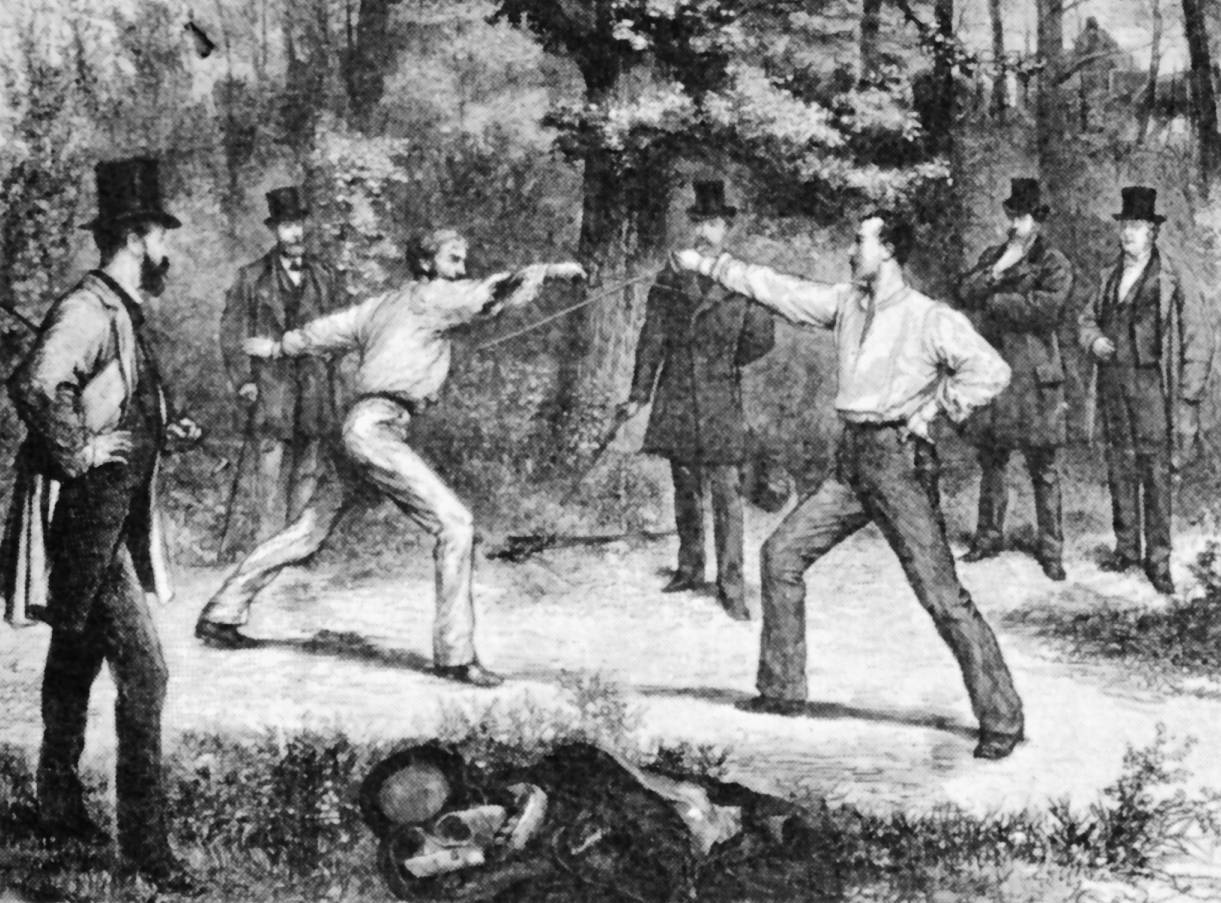
Duel au bois de Boulogne en 1874, gravure d'après Godefroy Durand, Harper's Weekly.

Le duel est en Occident comme en Orient une coutume de combattre par les armes, selon des règles précises, pour trancher un différend entre deux adversaires, l'un demandant à l’autre réparation d’une offense ou d’un tort. En Europe, il est précédé d'un défi, habituellement signifié par un cartel. Le combat se déroule devant des arbitres, appelés aujourd'hui « témoins », qui veillent au respect des règles ainsi que des conventions particulières fixées au préalable. Celles-ci fixent, entre autres, éventuellement, le nombre de coups à l'arme blanche ou à feu. Dans un duel de plaisance, c'est-à-dire pour la galerie, elles fixent le nombre de touches. Si elles conviennent d'un combat à mort, on parle de duel à mort.
Le duel visait à réglementer et limiter la violence suscitée par un conflit entre deux individus. En fixant les termes de la résolution du conflit, il obligeait les parties adverses à convenir par le dialogue de conditions convenues et constituait une sorte de droit pénal contractuel, le duel judiciaire. Intégré au bas Moyen Âge à la procédure pénale par les différentes coutumes, le duel judiciaire évolue entre la guerre de Cent Ans et la Renaissance en contrat de droit privé à mesure que les parlements affinent la jurisprudence et que la monarchie se renforce. Aux temps modernes, le duel n'est plus qu'une forme de bravade à l'endroit du droit commun , le duel du point d'honneur.
Une forme de duel s'est observée dans d'autres sociétés, en particulier au Japon, mais il a été alors une pratique réservée aux militaires. Toutefois, en imposant les armes de guerre individuelles, c'est-à-dire en interdisant l'emploi des poings par exemple, le duel s'adressait de fait principalement à la noblesse, formée à l'escrime et au tir. Les gentilshommes finirent par ne condescendre à s'y prêter qu'entre eux : « Jeu de mains, jeu de vilains ». L'esprit qui le gouvernait donnait ainsi plus de prix à la dignité qu'à la vie, à la manière qu'à l'intérêt, et revendiquait la primauté de la liberté individuelle de régler ses affaires sans le recours à la justice publique. Défendu autrefois tant par des tenants d'un régime aristocratique que par des républicains, le duel est aujourd'hui proscrit dans la plupart des pays.

## Étymologie
Duelle, mot attesté en 1556 et écrit duel à partir d'au moins 1673, vient du latin duellum, qui apparait dans les Annales, détruites dans un incendie en 148 av. J.-C. mais citées par Cicéron dans une version reconstituée, comme une forme ancienne de bellum, guerre, et non une substantification de duo, deux. C'est le même sens de guerre et non de combat singulier que signifie en 131 av. J.-C. Licinius dans son sénatus-consulte cité par Tite-Live. Bellum est un doublon apparu vers 240 av. J.-C., qui a fini par s'imposer.
C'est au plus tard à la fin du XIe siècle en bas latin que l'archaïsme précieux duellum est repris avec le sens nouveau de combat singulier quand bellum est remplacé dans les écrits par le vieux-francique werra, qui a donné en français guerre. D'une coutume et un règlement intimement liés à une conception juridique moderne du sujet et de la liberté individuelle, cette erreur étymologique a étendu abusivement l'emploi du terme à toutes sortes de combats singuliers pratiqués à travers le monde, parfois très semblables dans les formes au code d'honneur du duel, et même, par métaphore, à toute opposition de quelque nature que ce soit entre deux personnes, tels qu'un débat télévisé ou la concurrence économique.

## Le combat singulier dans l'Antiquité

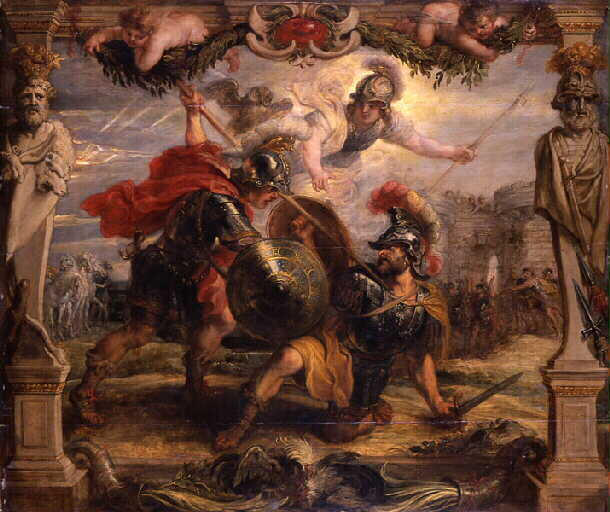
Achille perçant Hector, prototype du combat héroïque dans l'Antiquité, peint par Rubens (1630-1635).

Le but et la signification du duel ont varié dans l’histoire.
La forme la plus ancienne connue du duel semble être le duel judiciaire pratiqué par les anciens Germains, signalé déjà par Jules César. Cette forme a lentement évolué au cours des siècles pour aboutir au duel d’honneur.
L’Antiquité romaine n’a pas connu le duel, au sens où nous l’entendons aujourd’hui.[réf. nécessaire] À cette époque, il s’agissait soit de combats singuliers — épisodes de guerre pour lesquels aucune règle n’était respectée, la victoire par tous moyens étant seule importante, comme lors du combat des Horaces et des Curiaces, soit de la représentation de ces épisodes de guerre par des gladiateurs selon des règles extrêmement codifiées. Le duel n'était donc dans ce dernier cas qu'un spectacle populaire donné par des experts chèrement entraînés mais sans droits civiques (infamie), pas même celui d'une sépulture religieuse et encore moins celui de défendre leurs droits ou leur honneur.

## Duel judiciaire (avant 1547)

### Le jugement de Dieu au haut Moyen Âge
Le duel judiciaire est une des trois formes du « Jugement de Dieu », procédure qui comprend :
- le serment purgatoire : l'accusé prend Dieu à témoin de la justesse de ses paroles. Il prête alors serment sur la Bible ou sur des reliques de saints, en présence de co-jureurs (qui témoignent de sa bonne foi). Jurer devant Dieu permettait de se « purger » de l'accusation. Être parjure était puni de l'amputation de la main droite sous Charlemagne. Ce type de preuve précédait l'ordalie dans la procédure et était souvent suffisant[7] ;
- l’ordalie : test de la culpabilité ou de l’innocence d’une seule personne sans combat. Les institutions religieuses s'y opposent[réf. nécessaire] (cf. par exemple les actes du Concile du Latran, 1215) car pour elles, on ne doit pas soumettre les hommes au jugement divin. Cependant, ne pouvant les empêcher, elles les tolèrent jusqu'à leur interdiction par Saint Louis en 1258 ;
- le duel judiciaire (type d'ordalie bilatérale) : cette dernière forme était une sorte de procès dans lequel la décision finale était fixée par l’issue du combat entre les deux adversaires. Pour que le résultat fût à chaque fois indiscutable, il fallait qu’il existât des règles préalables, connues et acceptées de tous, et donc une autorité pour les énoncer, les légaliser et les faire appliquer.

Les premiers textes connus réglementant cette pratique datent du début du VIe siècle, époque des grandes invasions : ce sont la loi Gombette (501) et la loi des Francs Ripuaires, toutes deux d’origine germanique. Cette pratique se répandit lors du Haut Moyen Âge. Avant ces codes, seuls les peuples germaniques d'Europe du Nord disposaient de la compensation du Wergild afin d'éviter les tueries.

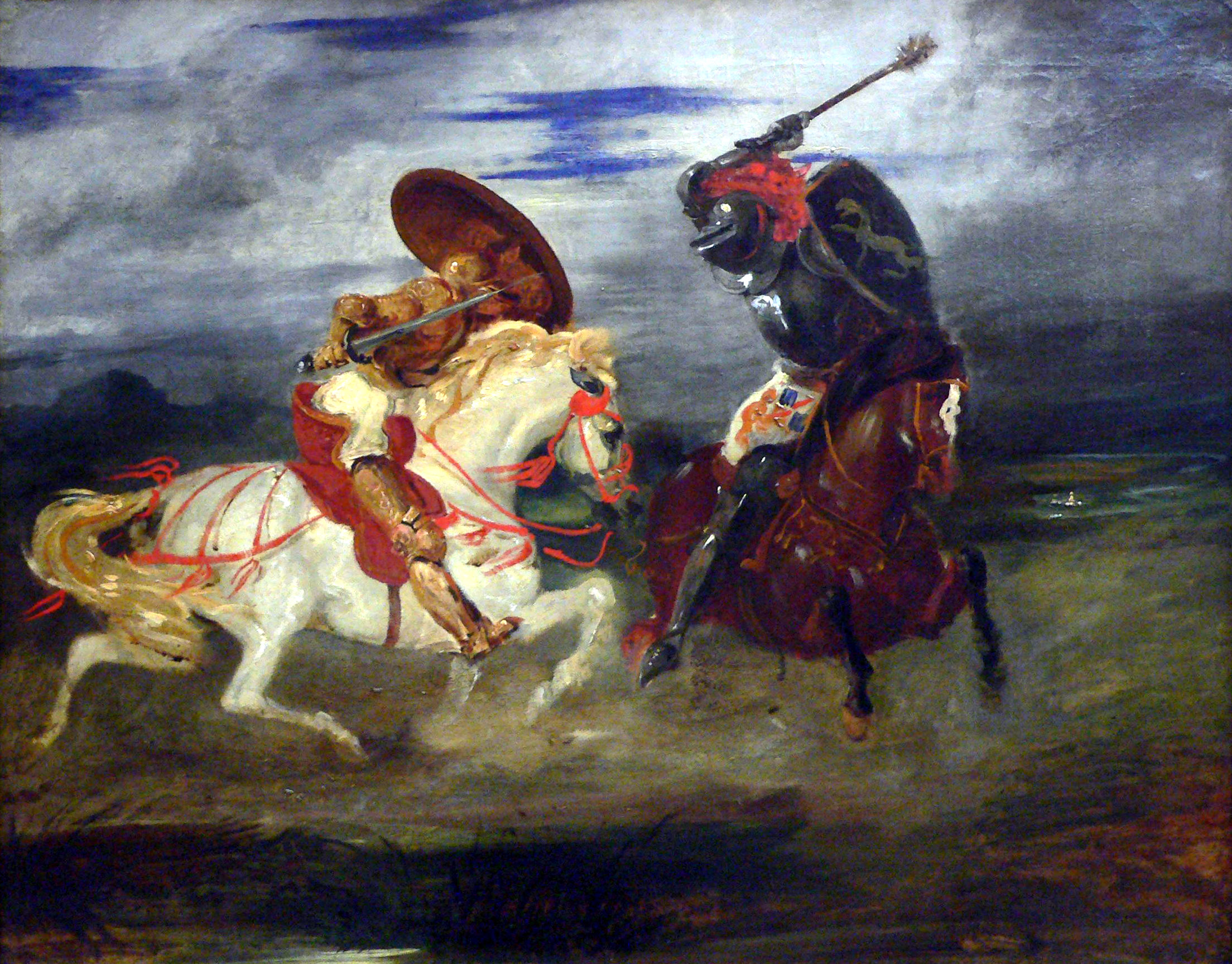
Combat de chevaliers dans la campagne, par Eugène Delacroix (v. 1824), musée du Louvre.

Les règles formalisant le combat concernent :
- ses limites, définies à l’intérieur d’un champ clos ;
- son officialisation, par la désignation comme président d’un personnage important, appelé le maréchal de camp, assisté de juges et de hérauts ;
- son caractère solennel, par un cérémonial et des pratiques religieuses ;
- son impartialité, par le contrôle des deux adversaires et la désignation équitable des places de chacun d’eux ;
- les armes permises selon l’appartenance sociale des combattants ;
- la désignation d’un combattant substitut dans le cas où une des personnes concernées ne pouvait se battre (femme, enfant ou ecclésiastique).

Charlemagne reconnut toujours la preuve par combat, mais recommandait à ses lieutenants de faire tous leurs efforts pour résoudre autrement les conflits privés relevant de leur autorité, afin d’enrayer ces effusions de sang, ce qui montre que ce type de combat était alors une procédure trop fréquente[réf. nécessaire].
Le concile de Valence le condamna en 855, proclamant : « le survivant du duel sera considéré comme un meurtrier, le perdant comme un suicidé, et sera donc privé de sépulture[réf. nécessaire] ».
L’issue d’un tel combat, autorisé par la loi et consacré par des cérémonies religieuses, était regardée comme un jugement de Dieu. Le vainqueur était reconnu automatiquement innocent, et le vaincu, désigné indubitablement coupable par Dieu lui-même, devait donc subir la peine correspondant au crime commis. Seul le roi avait le droit de grâce.

### La réglementation judiciaire du duel au Bas Moyen Âge

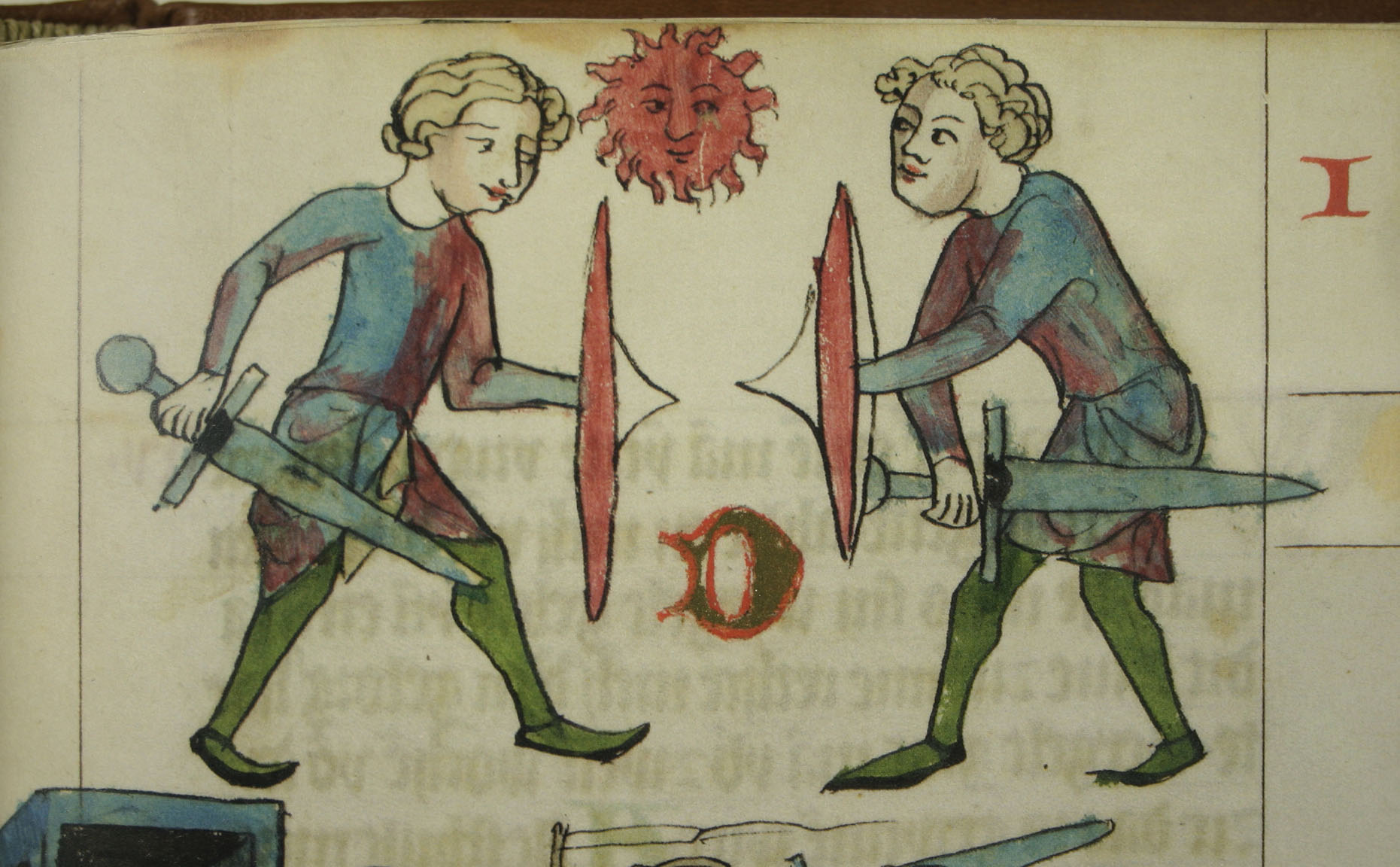
"Le soleil doit être partagé également entre eux."
Version de Dresde du Miroir des Saxons entre 1295 et 1363.

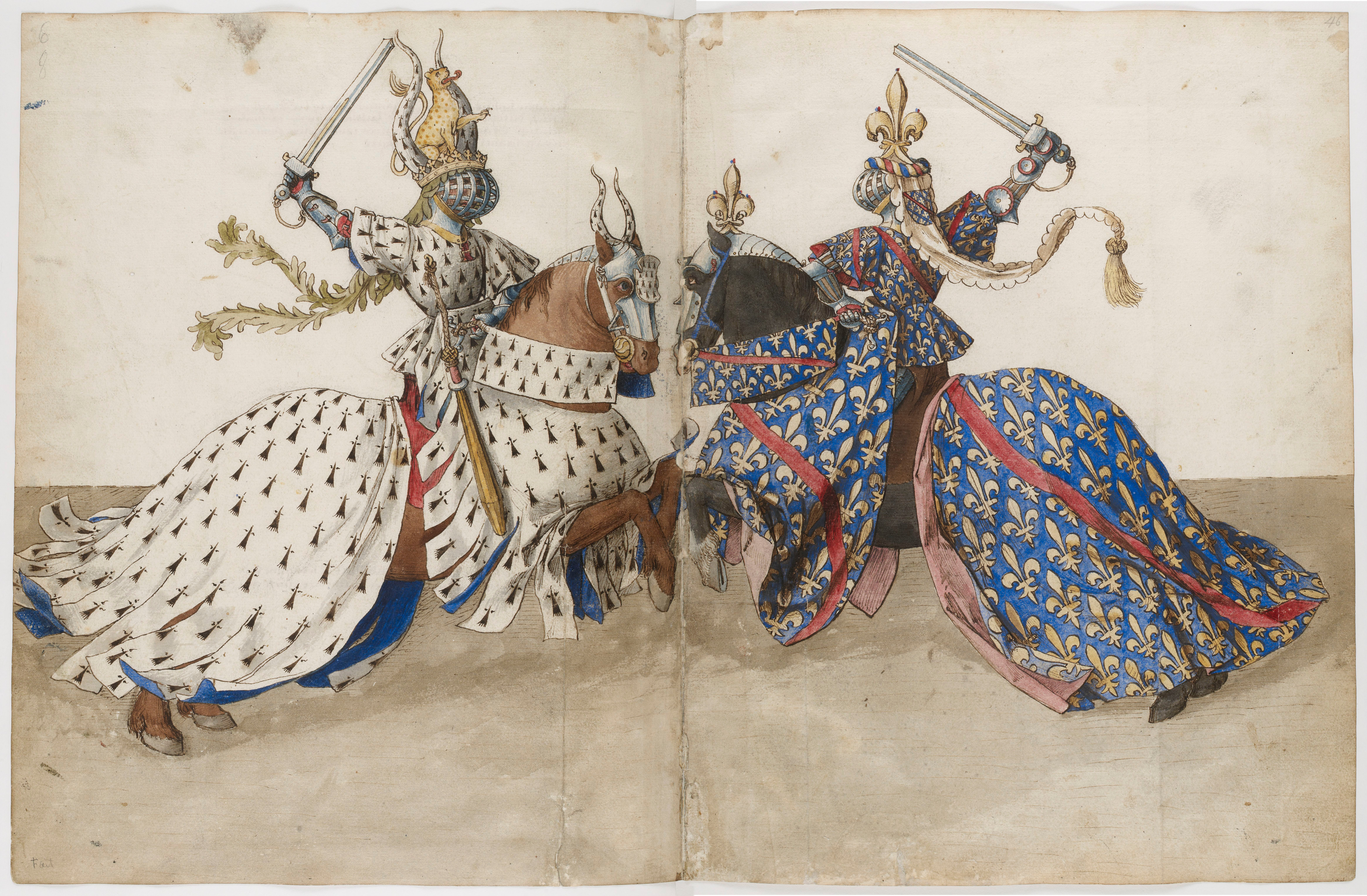
Duel lors d'un tournoi imaginaire entre le duc de Bretagne et le duc de Bourbon. Livre des tournois, vers 1462-1465, BNF, Fr.2695, f.45v-46r.

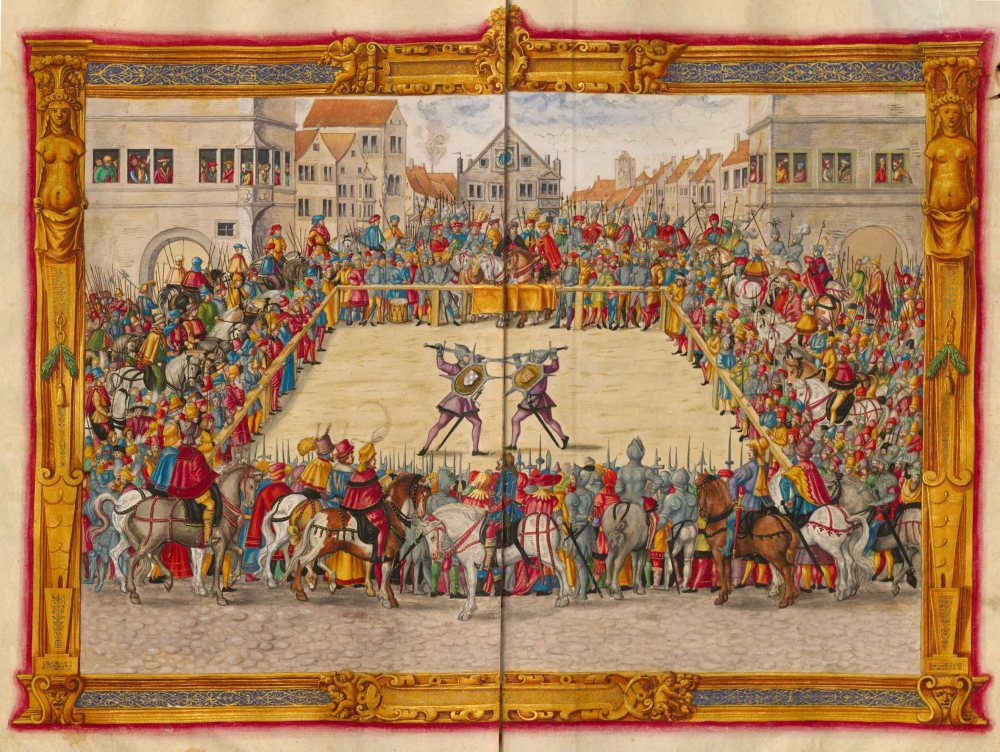
Duel judiciaire sur le marché aux vins d'Augsbourg en 1409. L'exploit était vu comme une preuve de la Providence.

Ces pratiques perdurèrent jusqu'au règne de Philippe le Bel, car l'aristocratie y trouvait le moyen de démontrer son habileté aux armes.
En 1212, la comtesse Blanche de Navarre, régente de Champagne, fait édicter les règles du duel judiciaire par les Grands Jours de Troyes devant ses trente quatre barons. En 1235, le Miroir des Saxons codifie très précisément le duel comme un prolongement de la légitime défense. En 1258, un édit de Saint Louis interdit l'ordalie et ordonne le duel judiciaire, tout en préconisant les preuves écrites et orales, notamment l'enquête de témoins et le serment purgatoire. Saint Louis et son petit-fils Philippe le Bel fixèrent des limitations visant à réduire l'usage du duel. À partir de cette époque, le duel judiciaire ne fut plus admis lorsque la culpabilité ou l’innocence de l’accusé était manifeste, lorsque les voies ordinaires de la justice permettaient l’établissement de la vérité, ou encore en temps de guerre. Dès lors, il ne fut plus question de jugement de Dieu, mais uniquement de duels judiciaires. À Paris, ceux-ci étaient organisés dans l'île Notre-Dame.

Les règlements de Philippe le Bel de 1306 sur le duel judiciaire déclaraient à l’égard du vaincu :
« Si le vaincu est tué, son corps sera livré au maréchal du camp, jusqu’à ce que le roi ait déclaré s’il veut lui pardonner ou en faire justice, c’est-à-dire le faire attacher au gibet par les pieds.

Si le vaincu est vivant, il sera désarmé et dépouillé de ses vêtements, tout son harnois sera jeté çà et là par le champ, et il restera couché à terre jusqu’à ce que le roi ait pareillement déclaré s’il veut lui pardonner ou qu’il en soit fait justice.

Au surplus tous ses biens seront confisqués au profit du roi, après que le vainqueur aura été préalablement payé de ses frais et dommages. »

### Le déclin du duel judiciaire après la guerre de Cent Ans
Avant la guerre de Cent Ans, les conflits féodaux avaient un caractère tout personnel. Durant celle-ci, l'ampleur des armées, le caractère civil d'une guerre qui impliquait la bourgeoisie, son commerce et ses finances, et également la naissance d'un sentiment national interdirent de réduire le sort des batailles au jeu privé des duels. Ce fut la raison invoquée par Philippe de Valois pour refuser le cartel proposé en août 1340 à Tournai par Édouard d'Angleterre pour trancher leur conflit dynastique. L'habitude était en effet de considérer les adversaires (et les alliés) sur le champ de bataille comme autant de duels possibles. Ainsi vit on le maréchal de Clermont et Jean Chandos se défier le 18 septembre 1356, veille de la bataille de Poitiers, parce qu'ils portaient chacun dans leurs armes respectives la même Dame d'azur au soleil rayonnant. Le maréchal perdit la vie le lendemain en combat singulier au milieu du massacre. Inversement, le duc de Bourgogne se vit interdire par le roi de répondre au cartel que lui avait adressé oralement à Troyes en août 1380 le comte de Buckingham. Cette occasion vit, par exemple, les impératifs logistiques primer sur l'honneur et le défi lancé par l'écuyer Gauvain Micaille, relevé par le maréchal FitzWalter, fut tout simplement reporté sine die par Buckingham qui ne pouvait attendre.
L’infaillibilité du jugement de Dieu ne fut réellement entamée que lors de l’affaire opposant Jean de Carrouges et Jacques le Gris. La dame de Carrouges, Marguerite de Thibouville, accusa Jacques le Gris, gentilhomme du comte d'Alençon, de s'être introduit, de nuit et masqué, dans son donjon afin d’abuser d’elle alors que son mari guerroyait en Écosse. Le Gris protesta de son innocence mais la justice n’ayant aucun moyen de découvrir la vérité, un jugement de Dieu fut ordonné en décembre 1386. Le Gris fut vaincu et on l’acheva en le pendant au gibet. Le Gris mort innocent[réf. nécessaire], Carrouges alla se faire tuer en croisade.
Le dernier duel judiciaire autorisé par un roi de France eut lieu le 10 juillet 1547. Connu sous le nom de coup de Jarnac, il opposa Jarnac et La Châtaigneraie. Les duels judiciaires disparurent définitivement sous Louis XIII.

## Duel d’honneur

### En France (après 1547)

#### Le duel interdit et toléré sous l'Ancien Régime
Le roi de France ne donnant plus l’autorisation de se battre, on s’en passa, le duel judiciaire prenant alors une nouvelle forme au XVIe siècle, le duel du point d'honneur. Dans le désir de braver le pouvoir royal grandissant, on se battait pour n’importe quelle raison, et au besoin, on inventait un prétexte concernant son honneur (privé ou public) quand l’envie venait de vouloir simplement se mesurer les armes à la main[style trop lyrique ou dithyrambique]. Le duel devint une mode, et sous l’influence des maîtres italiens, l’épée en devint l’arme quasi-exclusive avec la dague et, parfois, la lance. Les témoins, appelés « seconds », d'acteurs passifs qu'ils étaient au départ, prirent de plus en plus part aux duels qu'ils étaient censés arbitrer. En 1652, lors du duel des ducs de Nemours et de Beaufort, il y eut dix personnes qui se battirent ensemble dans le marché aux chevaux où eut lieu la rencontre[réf. nécessaire]. Il y eut trois morts et plusieurs blessés.

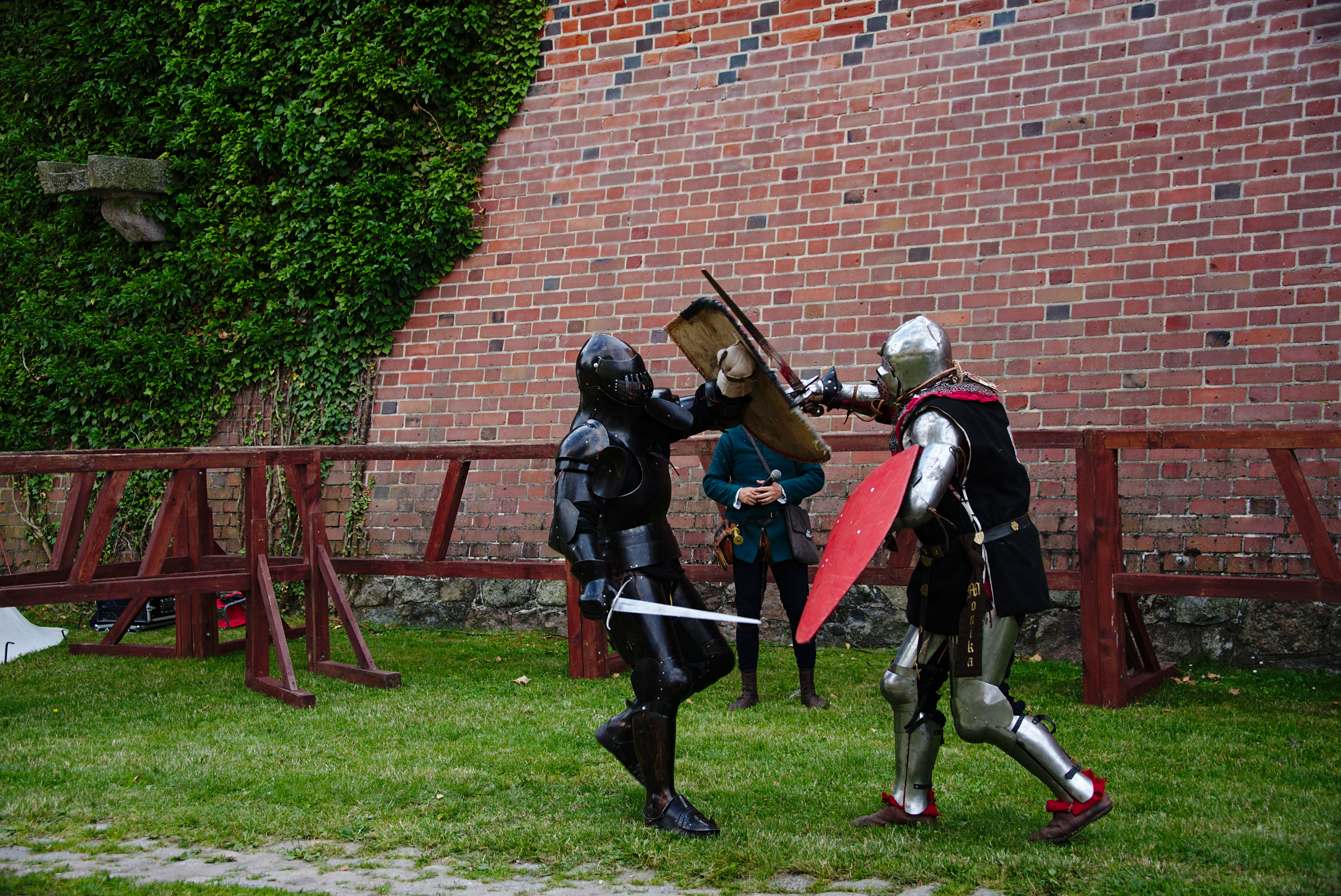
Reenactors chevalier médiéval ayant un duel à Malbork

Le résultat fut qu’en quelques décennies, les gentilshommes tués en duel se comptèrent par milliers, sans compter les bourgeois et les simples sujets victimes de cette pratique. Entre 1588 et 1608 ont été comptabilisés plus de dix mille gentilshommes tués pour des questions d'honneur, soit une moyenne de cinq cents par an ou deux par jour de semaine. On compte six mille gentilshommes victimes de cette pratique sous le règne d'Henri II, et huit mille de plus sous Henri IV ; dont deux mille en 1606 et quatre mille en 1607 soit plus que durant les guerres civiles de religion.
Devant cette hécatombe, les souverains successifs reconnurent la nécessité d’interdire cette pratique. Mais issus eux-mêmes de cette aristocratie batailleuse et sourcilleuse, et bien que défenseurs de la religion interdisant cette pratique, ils montrèrent toujours beaucoup d’indulgence envers les duellistes[style trop lyrique ou dithyrambique]. Les édits d’interdiction se multiplièrent (en 1599, 1602, 1613, 1617, 1623, etc.), mais pas autant que les lettres de grâce, annulant leurs effets : Henri IV en signa 7 000 en 19 ans.
Puis, Richelieu fut appelé à gouverner par Louis XIII. Le ministre avait éprouvé dans sa chair la mort de son frère aîné, Henri, tué en duel. Il fit paraître un nouvel édit le 2 juin 1626, prévoyant la suppression des charges et pensions pour les contrevenants saisis les armes à la main, et la peine capitale en cas de mort ou de rencontre organisée avec des seconds. Le Parlement jugea la disposition qui visait la noblesse d'épée trop clémente, et le roi dut l'imposer par lettre de jussion. Dès 1602 avait été introduite autour d'un Tribunal du point d'honneur, une législation qui finit sous Louis XIII par assimiler le duel à un crime de lèse-majesté, celui-ci étant une violation manifeste d'un ordre royal. Cette législation fut appliquée avec la dernière rigueur. La sanction la plus spectaculaire fut, le 21 juin 1627, la décapitation de François de Montmorency-Bouteville, qui avait choisi par bravade de se battre en plein jour, place Royale, avec François d'Harcourt, marquis de Beuvron, qui s’enfuit en Angleterre. Le scandale d'une jeunesse se tuant pour des raisons frivoles fut dénoncé au cœur même de la Cour par Malherbe dont le fils, lui-même duelliste, qui avait bénéficié d'une grâce, fut assassiné le 13 juillet 1627 pour avoir empêché un duel.
Le duel devint alors une forme de revendication de l'indépendance de l'aristocratie contre la monarchie absolue. Déjà en 1625, 200 gentilshommes manifestaient contre la condamnation d'un des leurs. En 1679, Louis XIV crut pouvoir déclarer « le duel aboli », mais entre 1685 et 1716, le nombre de morts ne « chuta » qu'à quelque quatre cents, pour dix mille duels comptabilisés au sein de l'armée, sans compter les morts par blessures intervenues hors champ. Certaines années ont lieu plus de 7 000 duels.

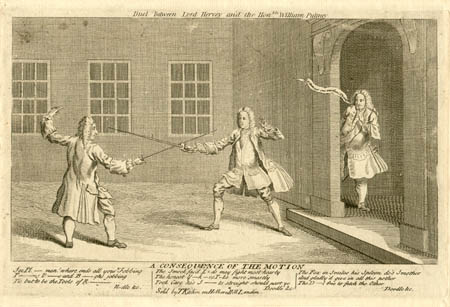
Duel en Angleterre au début du XVIII.

Si les duels se firent plus discrets, ils se poursuivirent comme une mode, gagnant les ecclésiastiques issus de l'aristocratie (le cardinal de Retz en était friand) et comme un fantasme, en étant attribués à des femmes.[citation nécessaire] Fougeroux de Campigneulles relate notamment les duels prêtés à la cantatrice Julie d'Aubigny et le duel au pistolet de 1718 entre la marquise de Nesle et la vicomtesse de Polignac, toutes deux cousines et amantes du maréchal de Richelieu.
Entre juin 1643 et octobre 1711, Louis XIV ne promulgua pas moins de onze édits interdisant le duel et renforçant les peines, sans pour autant faire cesser cette pratique. Louis XVI, poursuivant cette politique, prononça quelques exils. La maréchaussée restait souvent impuissante quand les duels étaient organisés dans des lieux offrant une immunité de fait. La cour des miracles ou les lieux privés laissés ouverts au public, tels Le Temple, le Palais-Royal, les ruines du château de Madrid.

#### Démocratisation et codification du duel après la Révolution

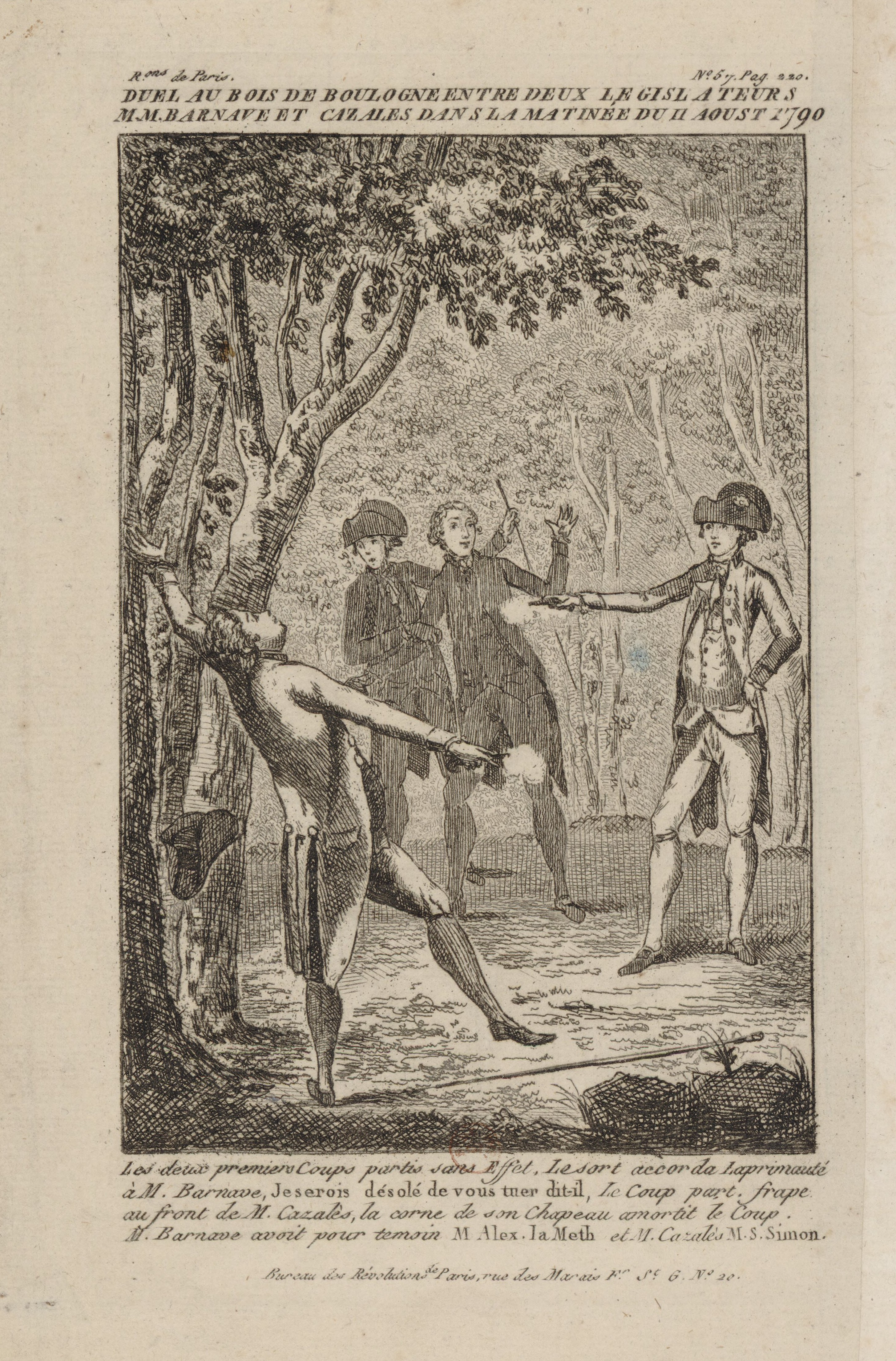
Duel au pistolet entre Cazalès et Barnave, députés du Tiers et de la Noblesse, le 11 août 1790 au Bois:
« Je serais désolé de vous tuer ! »

À la Révolution, l’Assemblée législative rendit un décret d’amnistie générale concernant le duel. Un projet de loi contre le duel n’eut pas de suite. On en revint à un régime de tolérance, avec pour conséquence une démocratisation et une recrudescence des duels d’honneur.
À partir de la Révolution, les maitres d'armes régimentaires détourneront la pratique à leur avantage en instaurant une compétition entre les conscrits fortunés et en suscitant entre eux des duels sans cause réelle. Plus tard se développent les « duels de corps », qui opposent successivement les meilleurs épéistes ou sabreurs de deux régiments. Jacques François Griscelli se vante d'avoir participé à une rencontre opposant 7 champions du 60e de ligne à un nombre identique du 30e, à Lyon le 30 décembre 1836.
À la chute du Premier Empire, les « crânes », officiers démobilisés et autres demi-soldes (tel le légendaire Surcouf face à douze Prussiens ou quelques Russes) n'hésitent pas à provoquer en duel les occupants, puis sous la Seconde Restauration à régler sur la place publique leurs fréquents différends avec les légitimistes.
Le Code pénal de 1810 n’ayant pas traité explicitement du duel, ce fut la jurisprudence de la Cour de cassation, établie avec beaucoup d’hésitations,, qui fut employée : la peine d'assassinat en cas de mort d’homme, de tentative d’assassinat lorsque le duel avait été convenu à mort, et, dans le reste des cas, de coups et blessures volontaires. Dans la réalité, bien peu de duellistes furent poursuivis, et encore moins condamnés, tandis qu’une véritable rage du duel s’emparait du XIXe siècle.
Le duel entra dans les mœurs et devint une sorte d’institution propre à la noblesse et à la bourgeoisie, bénéficiant de la bienveillance des autorités. Il devint l'apanage des parlementaires et des journalistes, en quête de légitimité. Lors du duel opposant Clemenceau et Déroulède, les gendarmes étaient bien présents mais non pour arrêter les participants. Ils s’employèrent à contenir la foule trop nombreuse des curieux. Une codification de plus en plus stricte s'élabora, comme en témoigne la publication de nombreux manuels de duels (le plus célèbre étant l’Essai sur le Duel du comte De Chateauvillard en 1836) qui précisent les procédures :
- armes « légales » (épée, pistolet et sabre, surtout utilisé par les militaires)
- choix de l'offensé pour la date, le lieu et les armes du duel,
- nombre de témoins (deux pour le pistolet, quatre pour l'épée ou le sabre),
- types de duels (au premier sang ou à mort, au commandement, au visé, etc.)[30].

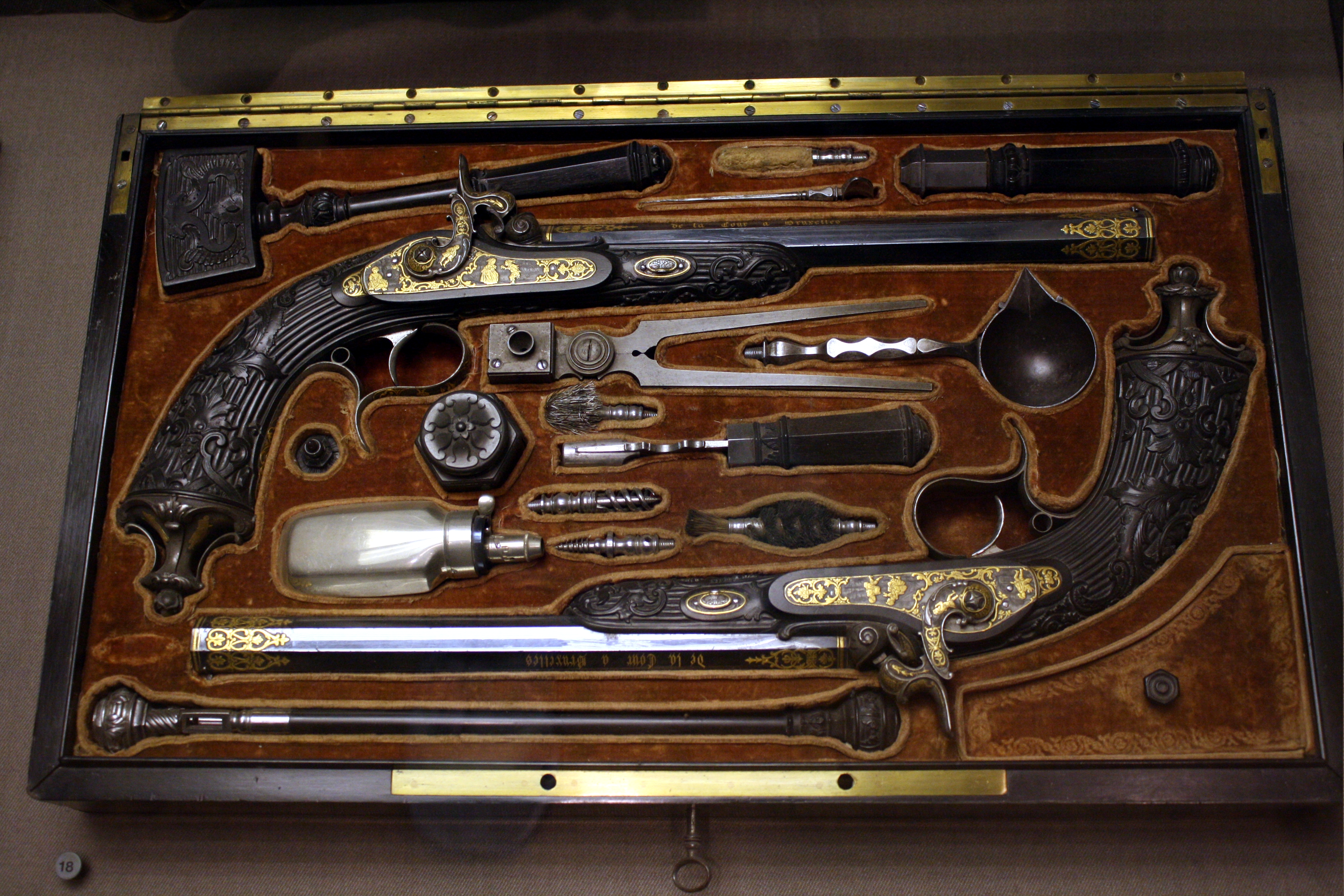
Coffret de pistolets de duel gravés,
attirail précieux du rituel, vers 1830.

La plupart des grands noms de ce siècle (Théophile Gautier ou Alexandre Dumas père qui popularisent le roman de cape et d'épée), des personnes qui montrèrent par ailleurs leur intelligence et leur réflexion (Proudhon, « l'homme aux vingt duels » Henri Rochefort) se retrouvèrent sur le terrain à risquer leur vie parfois pour des prétextes futiles. L’effet de mode et la pression sociale expliquent ces conduites. Le « monsieur qui ne se bat pas » devenait un poltron infréquentable, et cette peur de l’exclusion de la société, de la ruine d’une réputation, fit, pour une bonne part, accepter un combat où l’on n’était pourtant pas sûr de briller. La phrase de Pierre Nicole dans ses « Essais de morale » restait d’actualité : « Combien de gens s'allaient battre en duel, en déplorant et en condamnant cette misérable coutume et se blâmant eux-mêmes de la suivre ! »
Victor Hugo, dans une lettre à sa fiancée Adèle Foucher, résume bien le dilemme posé par le duel aux hommes de ce temps : « Quand un homme raisonnable a eu le malheur de se battre en duel, il doit s’en cacher ou s’en accuser comme d’une mauvaise action ou d’une extravagance.... Le duel ne cesse d’être méprisable qu’en devenant odieux. Voilà toute ma pensée. Je dois cependant pour la compléter ajouter qu’il est des cas où le plus honnête homme ne peut se dispenser d’avoir recours à ce sot préjugé. » Il venait lui-même de se battre quelques mois plus tôt.
Entre 1826 et 1834, il y a en France plus de 200 morts par duel. De nombreuses personnalités comme Évariste Galois, Armand Carrel, Alexandre Pouchkine y laissent la vie. Aux États-Unis, l'interdiction votée par le Congrès en 1839 à l'instar de la Loi anti-duel, adoptée par la Virginie en 1810, n'a quasiment aucun effet. Entre 1798 et le début de la guerre de Sécession, la Marine américaine perd les deux tiers de ses officiers dans des duels, la plupart des morts étant des midships ou de récents officiers,. La rengaine des prêches publiés à foison contre ce scandale ne fait que renforcer l'esprit de contradiction des aspirants.

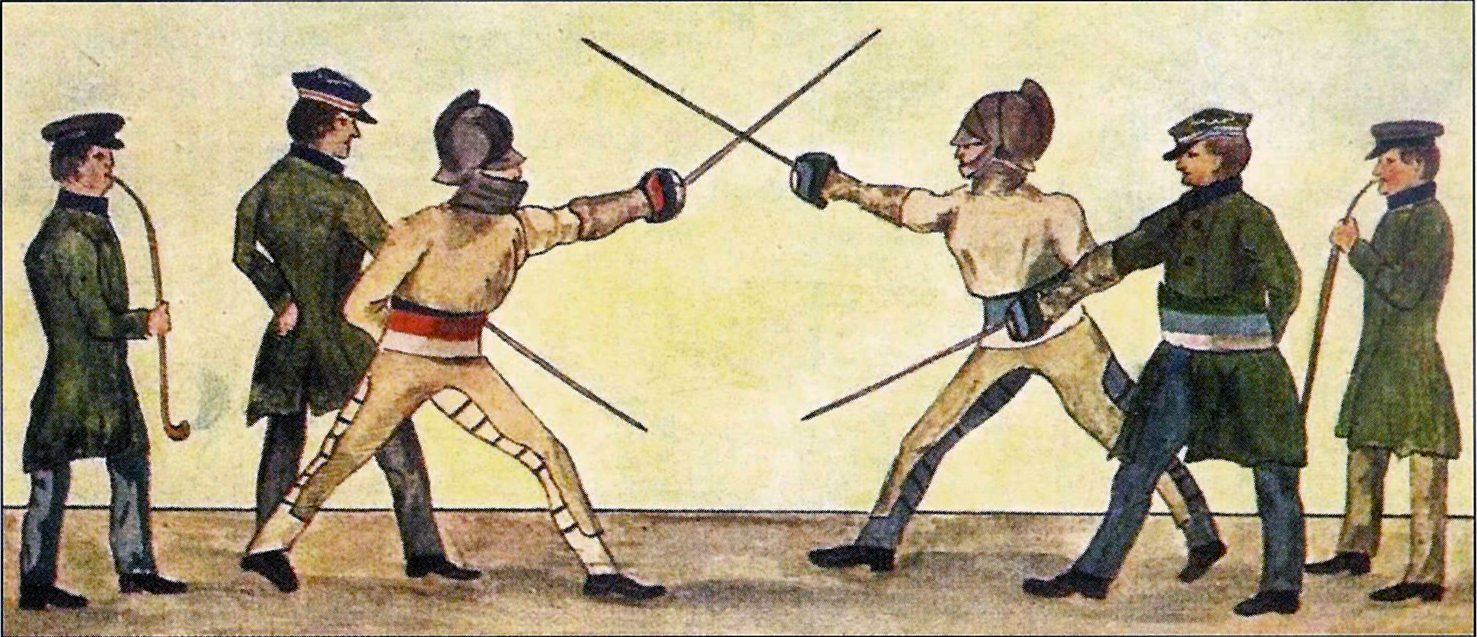
Mensur entre étudiants de Dorpat dans les années 1820.

Dans les universités autrichiennes et allemandes, une forme de duel au sabre apparue au XVIIIe siècle, la mensur, devient au cours du XIXe siècle une sorte de rite initiatique censé prouver le courage du duelliste et son intégration à la société, fut contestée, en particulier pour des motifs religieux. C'est un combat spectaculaire réglé uniquement de coups de taille au terme duquel l'étudiant arborera ses cicatrices comme un défi à la mort. À la suite de l'accident mortel d'Adolph Erdmannsdörffer (de) en 1845, cette pratique perd de sa force, mais elle est toujours observée de nos jours dans certaines fraternités d'étudiants.

#### Le déclin de la coutume du duel

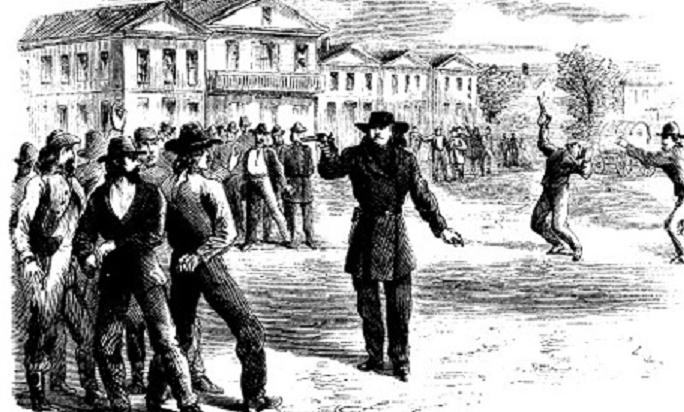
En 1865, Bill Hickok fait descendre le « duel » dans la rue et popularise le « tir rapide ».

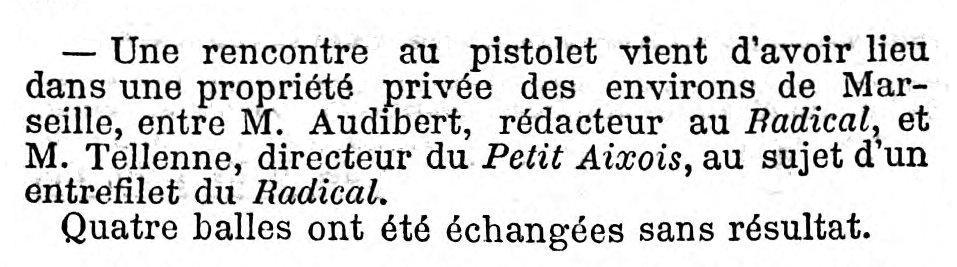
Un duel en 1890.

Dès la fin du XIXe siècle, cet usage déclina : le « duel au premier sang » (majoritairement au pistolet peu précis) devint de plus en plus une mise en scène raillée dans des journaux ou romans. En 1870, l'affaire Victor Noir jette un certain opprobre sur les adeptes du duel. En Angleterre, contrairement à ce qui s'est passé en France, le duel, perçu comme la coutume d'une classe aristocratique restée en place, a très tôt fait l'objet d'une réprobation morale, en particulier de sociétés de vertu très actives. Dès 1903, tuer un adversaire au cours d'une rencontre est passible de la peine de mort, et plusieurs duellistes furent, à ce titre, pendus. Le dernier duel qui s'y solda par un décès fut celui de deux Français exilés à Englefield Green en octobre 1852, entre le blanquiste Emmanuel Barthélemy (en) et l'organisateur de la résistance au coup d'État du 2 décembre 1851, Frédéric Cournet.
En Belgique la loi du 8 janvier 1841 interdit définitivement les duels, punissant également les témoins d'emprisonnement. En Italie, la loi du 26 avril 1875 proscrit le duel, qui restera toutefois impuni par le règlement militaire jusqu'à la loi no 1938 du 19 octobre 1930.

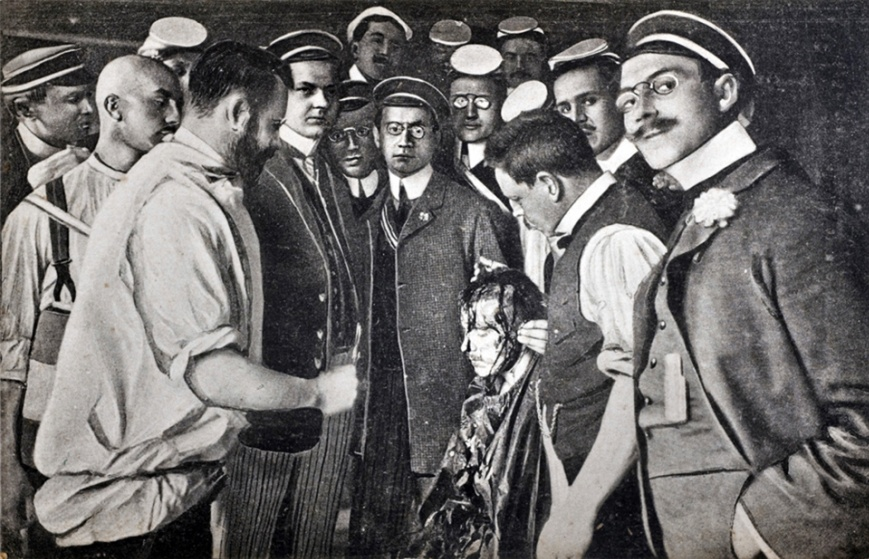
Étudiant allemand ensanglanté en 1908 au terme d'une mensur, objet de fierté des camarades de sa fraternité.

En Bade en 1890, le duel Vering-Salomon (de), provoqué par une injure antisémite, remet en cause la politique d'assimilation d'une Allemagne à peine unifiée. La complaisance des milieux conservateurs, soutenus par l'Empereur, dont des proches adhèrent à des sociétés d'étudiants, est alors pointée du doigt. La crédibilité de la famille impériale est directement mise en question en 1895 quand, pour clore l'affaire Kotze (de), le Chambellan de l'Empereur provoque en duel deux de ses détracteurs. L'année suivante, la mort du juriste Zenker, tué en duel par un lieutenant de l'équipage personnel de l'Empereur, Ketelhodt, ajoute au scandale, malgré le soutien à l'institution du duel qu'exprime à cette occasion le chef du Parti national libéral, Rudolf von Bennigsen. Il faudra attendre la mort en duel en janvier 1902 du fils de celui-ci, le sous-préfet Adolf von Bennigsen (de), pour que soit créée une Ligue anti-duel.

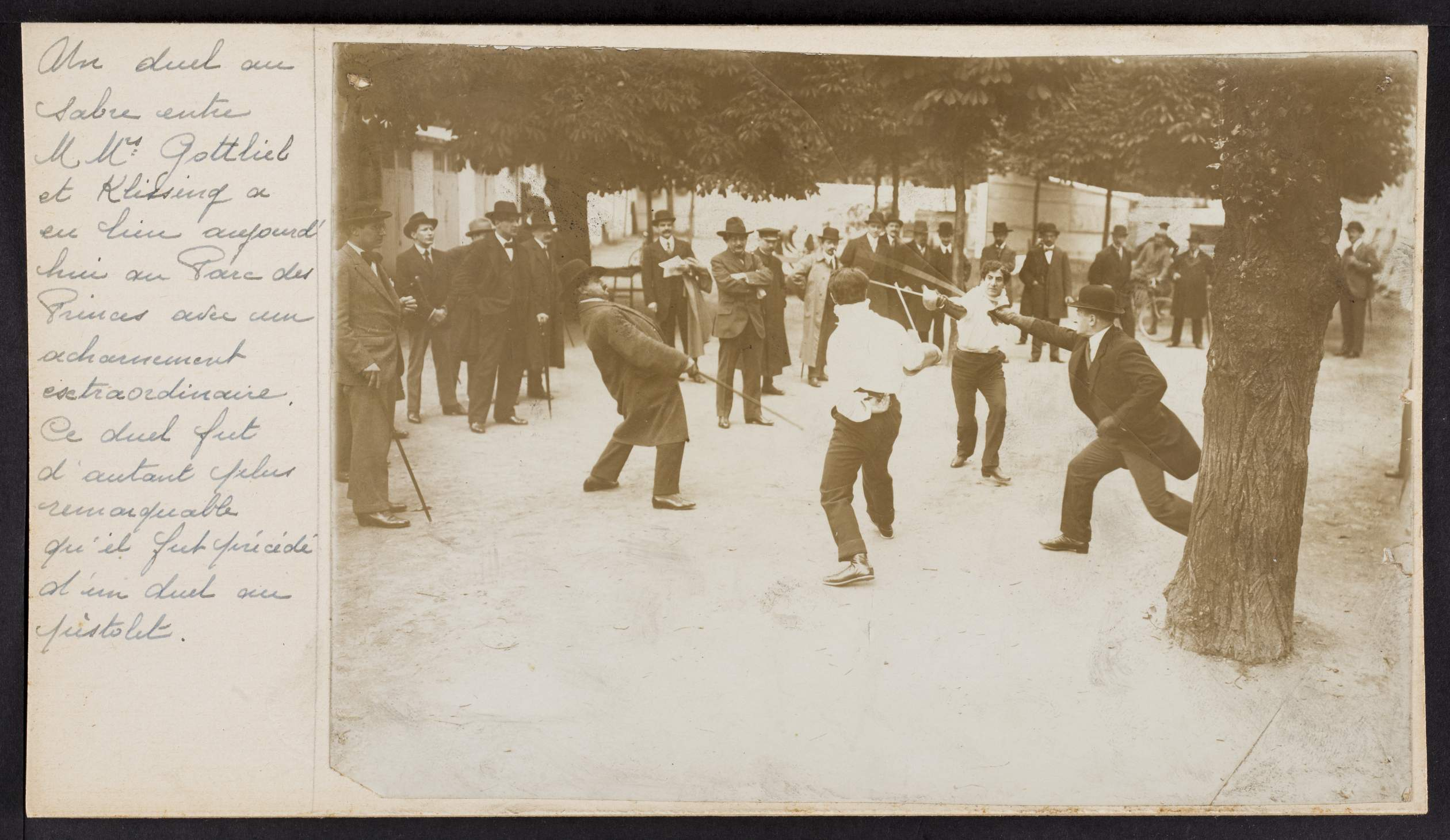
Duel au sabre entre M. Gottliel et M. Klissing, parc des Princes, années 1910. Université de Caen.

À la veille de la Première Guerre mondiale, le duel parisien n'est guère plus qu'un spectacle que se donne à lui-même un milieu interlope, tel celui auquel assiste Pierre Lestringuez au Moulin-Rouge. Les deux guerres mondiales relèguent l'honneur militaire individuel. Les officiers, pour qui la guerre est une forme de duel, ne peuvent rester debout face au feu des canons ennemis.
En 1919, le pacifiste Alain, dénonçant la lâcheté des gouvernements et des états majors ayant conduit à la barbarie de la Première Guerre mondiale et préconisant une éthique du courage en forme de dissuasion face à la mauvaise foi et l'irresponsabilité individuelle, est un des derniers à défendre l'institution du duel « civilisé » : « que celui qui célèbre la guerre fasse la guerre aussitôt. ».
Les duels ne sont pas rares dans l'entre-deux-guerres. C'est l'Occupation allemande qui y met un terme bien qu'entre janvier et avril 1947, neuf duels avaient eu lieu, et une soixantaine depuis 1939. La judiciarisation de la diffamation le fait tomber complètement en désuétude après la Seconde Guerre mondiale. Il n'en reste que le « duel des avocats ».
En France, les derniers duels connus sont ceux de Serge Lifar et du marquis de Cuevas en 1958 et de Gaston Defferre et René Ribière en 1967 après une altercation entre les deux hommes dans l'hémicycle de l'Assemblée nationale, combat toujours considéré comme « le dernier duel pour l'honneur en France ».
En 1967, le président de l'Uruguay Óscar Diego Gestido reçut l'autorisation du Sénat uruguayen pour se battre en duel contre son ancien ministre des Finances Amilcar Vasconcellos, mais une cour d'honneur refusa le duel pour cause de motif insuffisant,,.
En 1990, Saúl Clavería, commandant de police, provoqua en duel à mort Federico Fasano, directeur de La República de Montevideo, qui l'avait accusé, dans un article, d'être impliqué dans le narcotrafic,.

## Le duel au regard du droit aujourd'hui

### Canada
En droit pénal canadien, l'infraction de duel a seulement été abrogée en décembre 2018. Avant cette date, elle était à l'article 71 du Code criminel.   
En droit civil québécois, le duel était également défendu jusqu'en décembre 1993 par les règles de responsabilité civile du Code civil du Bas-Canada. D'après le juge Jean-Louis Baudouin de la Cour d'appel du Québec, « le second alinéa de l'article 1056 du Code civil du Bas-Canada qui, en cas de duel, permettait de diriger la poursuite non seulement contre l'adversaire mais aussi contre les seconds et les témoins ».

### Italie
En 1999, l'Italie a en quelque sorte dépénalisé le duel en ne prévoyant de sanction qu'en cas de lésion.

### Suisse
Cependant, l'interdiction n'est plus universelle depuis que la Suisse a abrogé les articles 130, 131 et 132 de son Code pénal réprimant le duel (respectivement sur la provocation en duel, le duel, et l'excitation au duel). Depuis le 1er janvier 1990, ce mode de règlement y est ainsi à nouveau légal, sous réserve de ne pas tomber sous le chef d'inculpation d'assassinat ou de tentative d'assassinat, en vertu du principe pénal « Tout ce qui n'est pas interdit est permis. »

### Uruguay

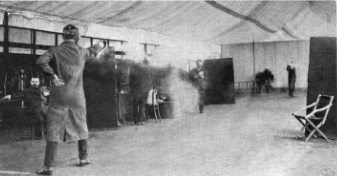
Duel à balles en cire en 1908 à Londres, épreuve sportive de la quatrième Olympiade.

Le dernier pays à avoir interdit le duel fut l'Uruguay en 1992, qui l'avait autorisé en 1920

## Duellistes célèbres
- Tycho Brahe, qui se fit refaire un nez en bronze.
- Louis Auguste de Bourbon, petit-fils de Louis XIV, tue en duel le marquis Antoine-François de Coigny en 1748.
- Giacomo Casanova en 1766 au pistolet. Duel entre Casanova et Franciszek Ksawery Branicki, sous-chambellan du roi de Pologne Stanislas II. Les deux hommes sont blessés.
- Paul de Cassagnac, vingt-deux duels entre 1880 et 1889 sans jamais être blessé, dont :
  - Aurélien Scholl, rédacteur du Nain jaune, grièvement blessé
  - Henri Rochefort, blessé
  - Prosper-Olivier Lissagaray, son cousin germain, rédacteur de l'Avenir, au Vésinet en septembre 1868. Au cours de ce combat, Lissagaray reçut plusieurs blessures, dont la dernière en pleine poitrine, qui le mit au lit pour un mois. À peine rétabli, il renvoya ses témoins chez Cassagnac pour reprendre l'affaire. Celui-ci répondit : « Non monsieur ! j'ai pu consentir à être votre adversaire, il me répugne de devenir votre charcutier… ». Pour ce duel, Cassagnac fut condamné à six jours de prison et les quatre témoins à cinquante francs d’amende.
  - Gustave Flourens (juillet 1869), épée, blessé au ventre.
- Henri Rochefort, « l’homme aux vingt duels et trente procès », dont :
  - Georges Koechlin le 3 juin 1880 (Rochefort blessé)[54]
  - un officier espagnol au sujet d’un article sur la reine d’Espagne
  - Prince Achille Murat (Rochefort blessé)[55]
  - Paul de Cassagnac (Rochefort blessé)
  - Après ces deux derniers duels malheureux, Rochefort annonça qu’il n’accepterait plus aucun défi.
- Rodolphe Darzens (Moscou, 1865 – Paris, 1938), poète cofondateur du symbolisme[56] et découvreur de Rimbaud[57], treize duels entre 1887 et 1893, dont :
  - Jean Moréas le 20 mai 1888[58] à l'épée. La maîtresse de Darzens, Élisabeth Dayre, future madame Gustave Kahn, surnommée L'Anthologie tant elle était connue dans les cercles littéraires pour être volage, lui avait finalement préféré, en 1887, le poète grec[59], vilipendé par le même Darzens dans sa revue La Pléiade[60]. Darzens avait envoyé plusieurs fois ses témoins et agressé physiquement trois fois son rival quand celui-ci finit par consentir au duel. Après avoir touché son adversaire beaucoup plus grand que lui, Moréas se trouva corps à corps avec lui et saisit l'épée de celui-ci par un réflexe de sa main gauche. Le duel fut interrompu par les témoins et Moréas, déshonoré par la presse politique, où l'antisémitisme était habituel, « sous l'accusation de félonie et traîtrise »[61] comme auteur « du coup du juif[61] » si bien qu'il provoqua en duels, sans suite, plusieurs de ses railleurs.
  - Julien Leclercq le 31 décembre 1890 à l'épée. En demandant la main de la sœur de Darzens, Leclercq s'était vu en devoir de produire un certificat médical attestant qu'il n'était pas pédéraste[62] et les deux hommes en étaient venus aux mains[63]. Les témoins de Leclercq étaient Jules Renard et Paul Gauguin[63].
- Georges de Labruyère, journaliste et ancien sous-officier de cavalerie, affronta au sabre de nombreux confrères et autres personnalités, dont :
  - Prosper-Olivier Lissagaray, le 8 décembre 1885 (Lissagaray blessé)
  - Aurélien Scholl, le 16 décembre suivant (Labruyère blessé)[64]
  - Gabriel Terrail (Mermeix) le 18 juin 1886[65] puis une nouvelle fois le 7 septembre 1890 (Labruyère, blessé, contestant l'issue)[66]
  - Le lieutenant de dragons de Melville, le 20 août 1887 (les deux duellistes se blessèrent grièvement, chacun ayant eu un poumon perforé)[67]
  - Camille Dreyfus, le 17 octobre 1888 (Dreyfus blessé)[68]

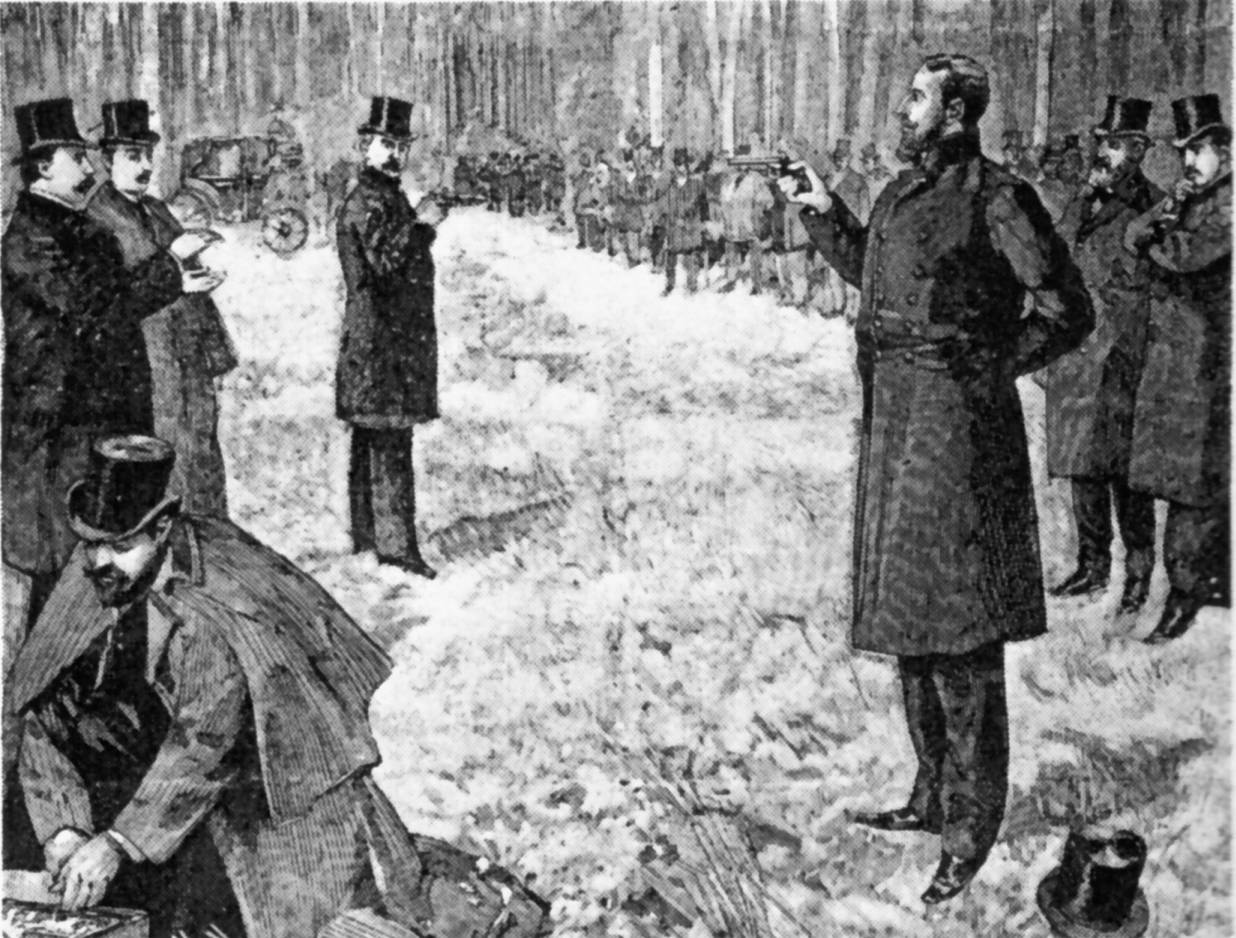
Le député boulangiste Déroulède et le député radical Clemenceau. Le duel participe alors de la vie politique.

- Georges Clemenceau, douze duels au total[69], dont :
  - le député radical démissionnaire Auguste Maurel, le 15 décembre 1888 à Enghien[70]. Ayant siégé plusieurs fois à l'extrême gauche, Maurel avait finalement espéré en démissionnant obtenir du gouvernement opportuniste un poste aux Colonies. Ne l'ayant pas obtenu, il accusa Clemenceau, influent collègue dans la circonscription du Var[71], de s'être parjuré en ne soutenant pas son successeur. Il l'accusa également[72] d'avoir publié une dépêche post-datée affirmant ce soutien, dépêche que Clemenceau démentit[73], sous-entendant par là qu'elle avait été fallacieusement écrite par un Maurel usurpant sa signature. Le contexte était celui de la dénonciation du trafic des investitures. L'arrangement proposé par un jury d'honneur fut refusé par Maurel dont l'épée blessa légèrement l'extérieur de l'épaule droite de son adversaire. Le duel fut aussitôt interrompu par les médecins[74]. Un des témoins de Clemenceau était Victor Schœlcher[70].
  - Paul Déroulède, le 23 décembre 1892 au champ de course du château de Saint-Ouen[74] devant la foule contenue par des gendarmes. Trois jours plus tôt, dans un discours tenu à l'Assemblée, le président de la Ligue des Patriotes accusait Clemenceau de corruption dans l'affaire de Panama, tout en lui reprochant que son journal soit financé par un juif, Cornelius Herz. Au commandement, six balles furent échangées à vingt-cinq mètres sans résultat, ce qui fit douter Clemenceau de la fiabilité des pistolets et tenter en janvier de provoquer un nouveau duel.
  - Paul Deschanel, député de la génération montante, le 27 juillet 1894 dans le parc de l'hôtel Cornudet[75] à Boulogne, pour la même raison. Deschanel est touché au front par l'épée du Tigre et, livide, s'en sort avec une paupière droite abîmée. Il sera élu président de la République française en 1920 aux dépens de son antagoniste.
- Étienne Laberdesque (1874-1914), aventurier franco-cubain souvent comparé à un mousquetaire, s'est battu en duel cinquante-sept fois[76]. L'un de ses duels contre Max Régis (7-8 juin 1901) eut un grand retentissement à son époque.

## Duels célèbres

### Arbitrages d'une bataille

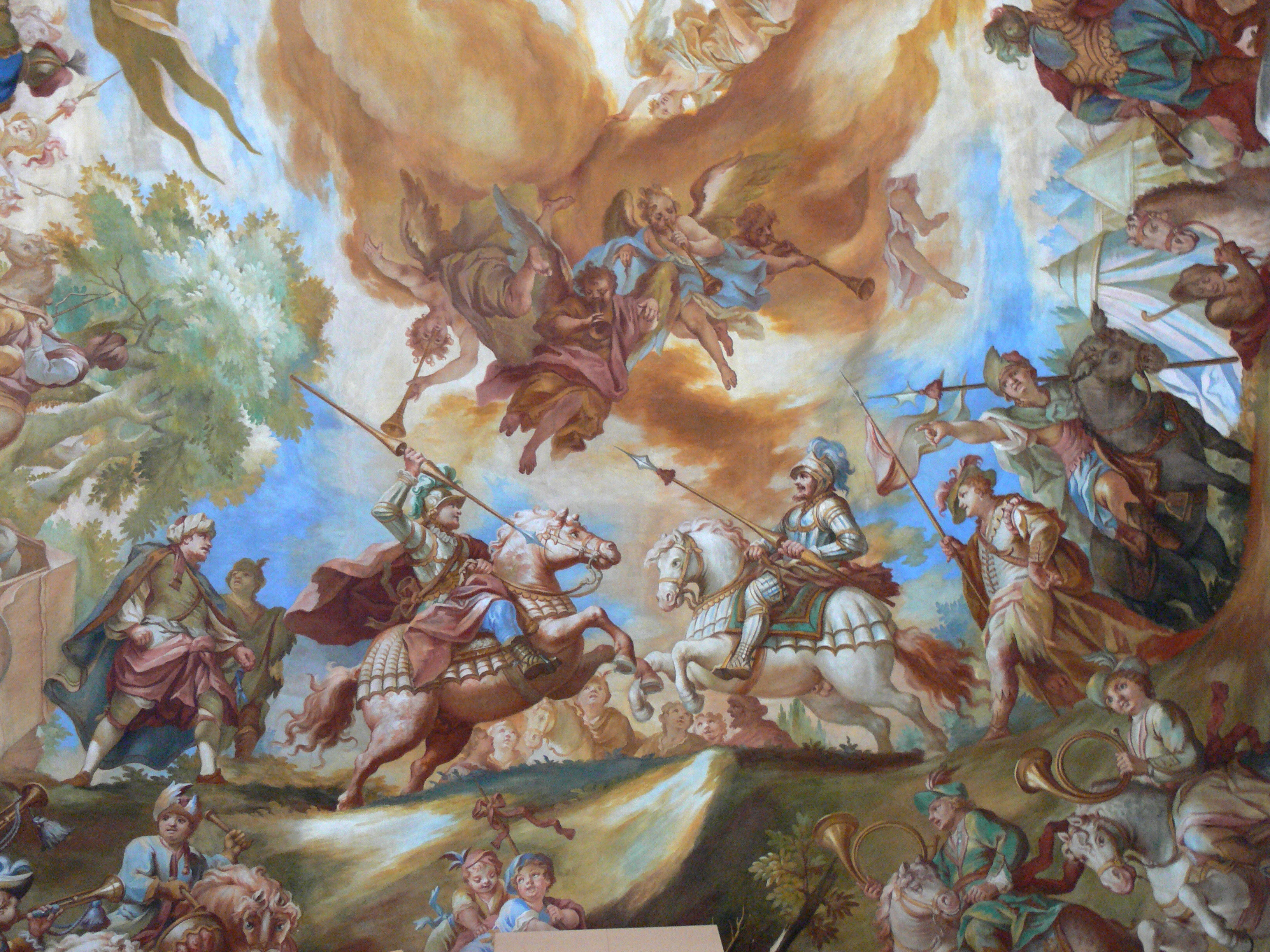
Le duel de Sonnenberg et Sanseverino,
protoype du combat chevaleresque
Chapelle Sainte Catherine à Wolfegg par Spiegler (1735).

- En avril 1298, un duel judiciaire entre les clans hesbignons des Awans et des Waroux dégénéra en un conflit de trente huit années, causant la mort de plus de trente mille personnes.
- Le duc de Bourbon et le Grand Ferré, duc de Montferrand, capitaine de la forteresse de Verteuil, en 1385, épisode fameux de la guerre de Cent Ans : le premier appuyait l'expédition conduite par Geoffroy de la Rochefoucauld pour reprendre Verteuil cédé aux Anglais par le traité de Brétigny. Le Grand Ferré baissa sa lance en signe de reconnaissance de la vaillance du Français et céda la place le lendemain[77] sans plus de morts.
- Jean de Waldburg (de), comte de Sonnenberg alors âgé de dix-sept ans, et Antonello Sanseverino, fils du condottiere défendant Venise à l'été 1487 à Rovereto. Par le cri convenu de Catharina !, le second reconnut sa défaite qui figea la guerre de Roverto par laquelle Sigismond d'Autriche, très endetté, s'était emparé des mines d'argent de la République sérénissime.

### Litiges en affaires

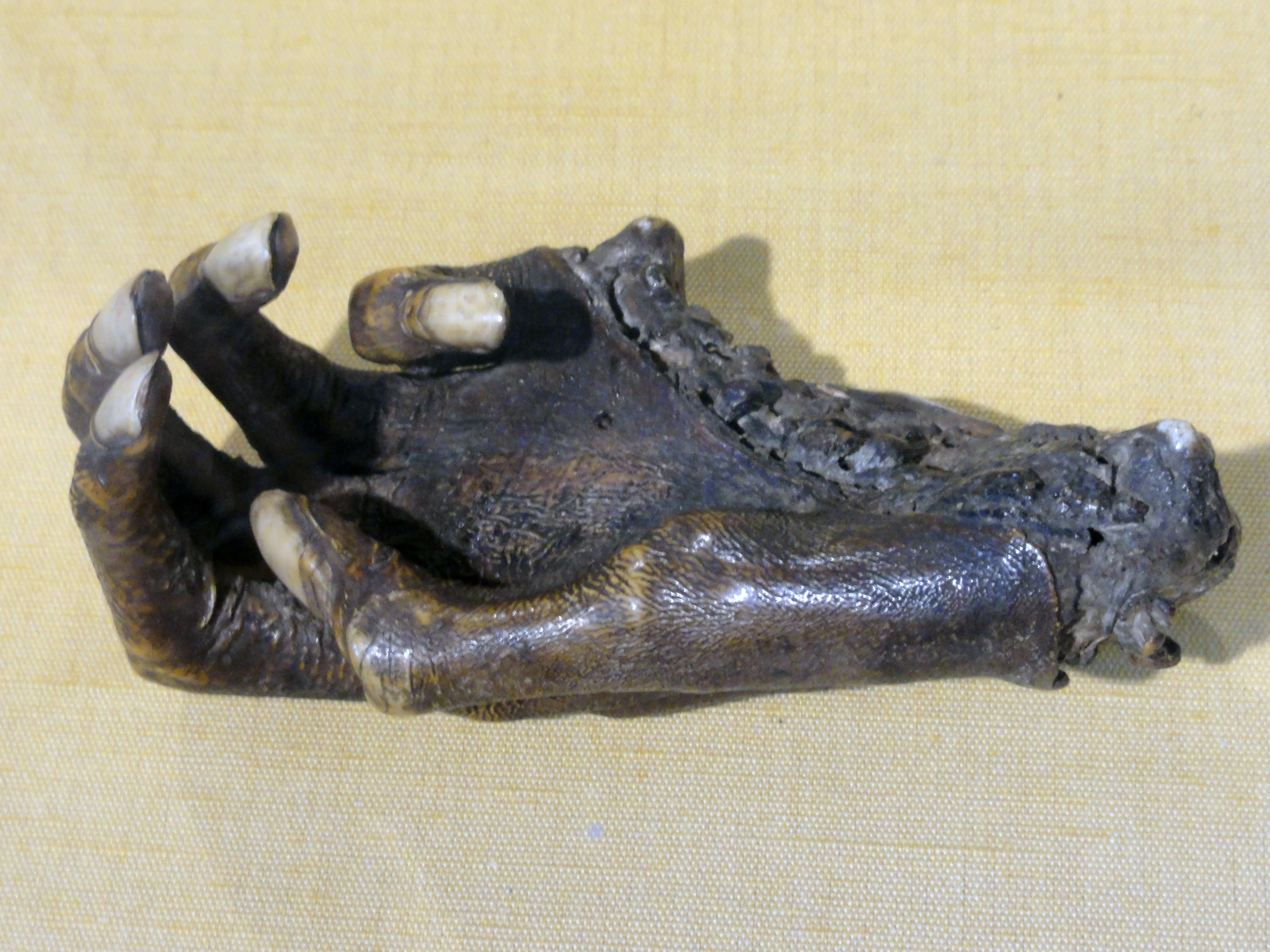
Main desséchée de l'adversaire du futur amiral de la Royal Navy, Robert Mansell.

- Duel judiciaire entre Wilhelm Marschalk von Dornsberg et Theodor Haschenacker sur le marché aux vins d'Augsbourg en 1409. Le glaive du premier brisé, le second fut tué par le sien.
- Ben Jonson et Gabriel Spenser, acteur de la compagnie du premier, le 22 septembre 1598 à Hogsden Fields. La pièce Chacun tel qu'en son trait d'esprit (en) ayant été donnée par une compagnie rivale, il a été supposé que le différend portait sur ce point.
- En janvier 1601, Robert Mansell, chef d'escadre britannique et futur amiral, et le frère du parlementaire Christopher Heydon (en), John, astrologue et intrigant impliqué dans une mutinerie quelques mois plus tard. Pour une querelle de voisinage, le père de John Heydon ayant vendu pour régler des dettes une terre qui ne lui appartenait pas, celui-ci perdit sa main gauche. Aujourd'hui conservée momifiée au château de Norwich, la main gauche tranchée se veut le symbole du châtiment infligé par ceux qui se montrent fidèles au roi. Le duel nourrit la légende de la Royal Navy.
- Alexandre Dumas et Frédéric Gaillardet, un de ses collaborateurs. Duel au pistolet en 1832, sans conséquence, au sujet de la paternité de la pièce de théâtre La Tour de Nesle.
- En mars 2008, l'écrivain Thomas Gunzig, ceinture marron de karaté, provoque en duel d'arts martiaux l'éditeur Luc Pire, ceinture rouge de taekwondo, à la Foire du livre de Bruxelles, afin de récupérer ses droits sur un de ses livres. L'écrivain en sort vainqueur[78].

### Réparations d'une humiliation

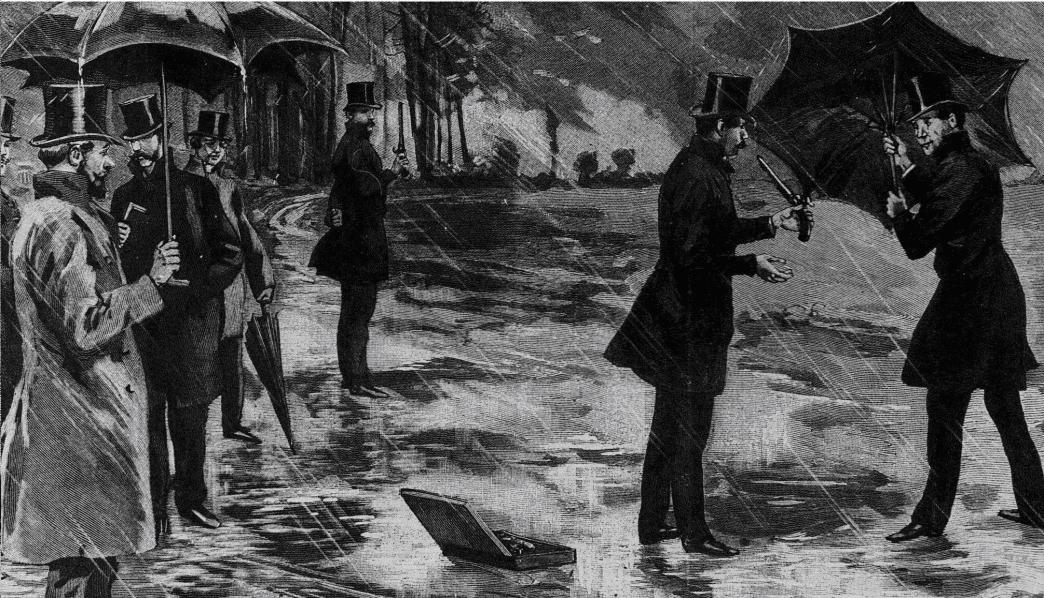
Duel sous parapluie de Sainte-Beuve contre Dubois
le 20 septembre 1830 à Romainville.
« Être tué mais pas mouillé! »

- Victor Hugo et un garde du corps à Versailles en juillet 1821. Hugo fut légèrement blessé au bras. La raison invoquée de ce duel était que ce garde du corps avait arraché des mains d’Hugo la feuille qu’il tenait (il est possible que ce ne fut pas le véritable motif).
- Sainte-Beuve, jeune critique ambitieux, et son ancien professeur de Rhétorique, Paul-François Dubois, l’un des propriétaires du journal Le Globe rallié à la nouvelle monarchie, le 20 septembre 1830. Pour une paire de soufflets distribués par le patron à son employé[79], quatre balles furent échangées sans résultat et sans rancune[80]. Comme il pleuvait à verse, Sainte-Beuve conserva son parapluie à la main[81].
- Mikhaïl Lermontov et Nikolaï Martynov, le 27 juillet 1841, près de la ville d'eau de Piatigorsk alors qu'ils étaient ensemble en garnison dans le Caucase. La veille, au cours d'une soirée, le premier raillait le costume et les manières grandiloquentes du second. Le duel aurait été mis en scène selon la description faite quelques mois plus tôt par Lermontoff dans Un héros de notre temps, au bord d’un précipice, afin que si un quelconque combattant était blessé jusqu’à perdre pied, son destin soit scellé. Ce fut le cas de Lermontoff.
- Félicien Rops et le fils d'un officier de l'Empire, vers 1858. C'est ce dernier qui provoqua l'artiste, se sentant offensé par son œuvre La Médaille de Waterloo. Les deux sont blessés[nb 3].
- Wild Bill Hickok et Davis Tutt, le 21 juillet 1865, tir ajusté au pistolet à soixante-dix pas, sans arbitre ni règles, pour une dette de jeu dans un contexte de rivalité amoureuse. Les amis de Davis Tutt (en) raillaient Wild Bill Hickok quand son rival arborait à son gilet la montre Watlham que celui-ci avait prise en gage. Ce pseudo duel, relayé dans la presse de l'époque, a été repris au cinéma de nombreuses fois dans les westerns et a popularisé le « tir rapide (en) ».
- Léon Blum et l'auteur dramatique Pierre Veber le 14 octobre 1912. Contrairement à ce qu'on pourrait penser, le motif de ce duel n'est pas politique : Veber proteste contre la présence de Léon Blum (également écrivain et critique théâtral pour le quotidien à grand tirage  Le Matin ) lors d'une des dernières répétitions (la « couturière ») de sa pièce Une loge pour Faust au Théâtre des arts. Parmi les témoins de Pierre Veber pour ce duel figure l'humoriste et écrivain Alfred Capus, tandis que Georges de Porto-Riche, autre dramaturge de renom, soutient Léon Blum[82]. Ce duel a pour particularité d'avoir été filmé : Léon Blum (à gauche, en costume sombre et chapeau mou) se révèle un bretteur plus expérimenté que Pierre Veber (à droite, chemise blanche et identiquement coiffé) et le blesse sans gravité à deux reprises[83].
- Serge Lifar, cinquante-trois ans, et le marquis de Cuevas, soixante-douze ans, à l'épée le 30 mars 1958 près de Vernon. Celui-ci avait giflé le premier qui lui interdisait de modifier sa chorégraphie. Lifar est touché sous l'avant-bras droit par un coup d'arrêt[84].
- René Ribière et Gaston Defferre, qui l'avait traité d'« abruti » — le 21 avril 1967 à Neuilly, à l'épée. Ribière est touché deux fois, sans gravité. Ce duel est souvent considéré comme le dernier ayant eu lieu en France[85],[86],[41],[87]. Defferre s'était déjà, en 1947, battu en duel avec le député Paul Bastid, à la suite d'un incident dans les couloirs de l'Assemblée nationale[88].

### Défis entre maîtres d'armes

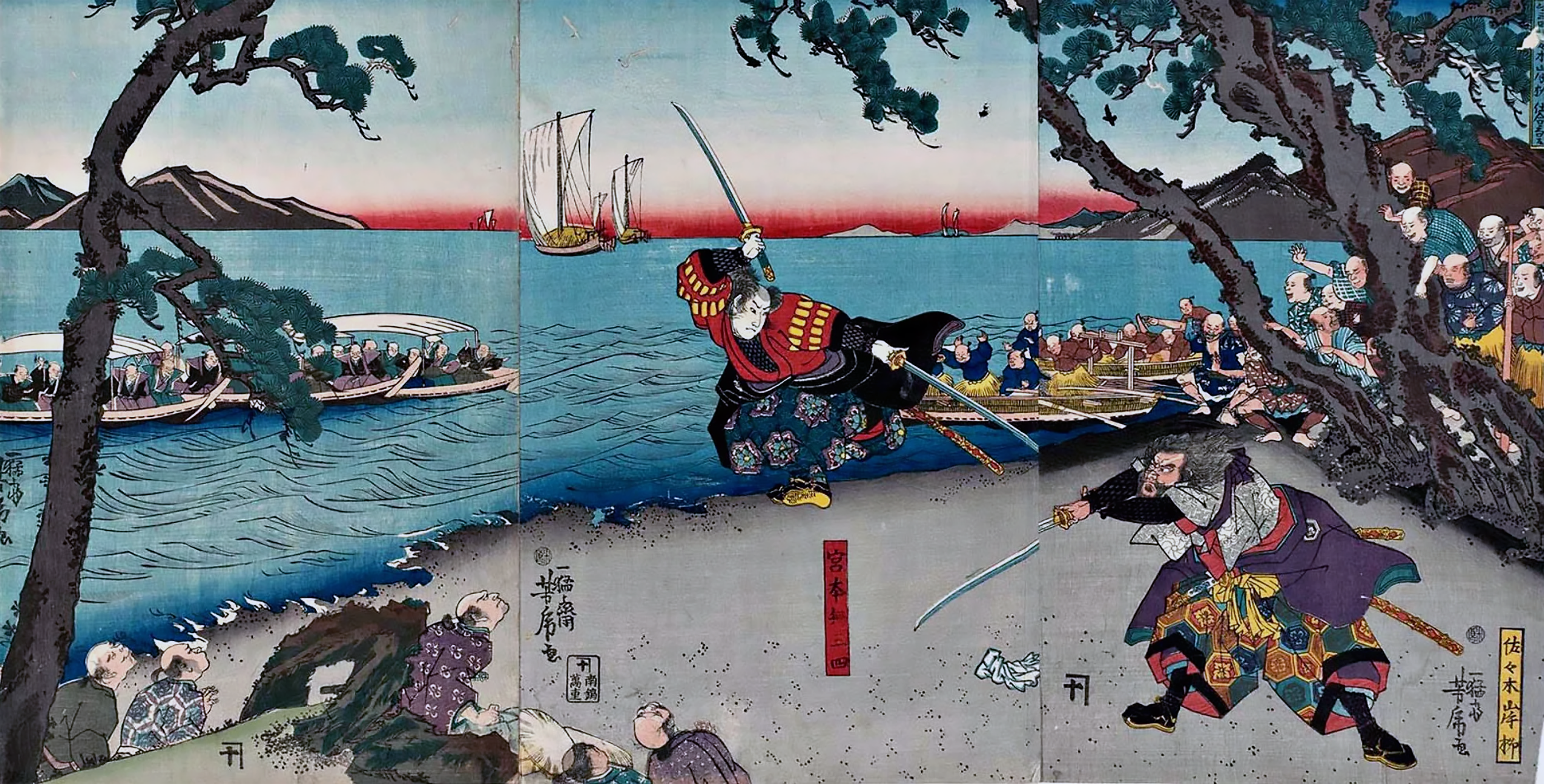
Le duel entre Musashi Miyamoto et Kojirō Sasaki.

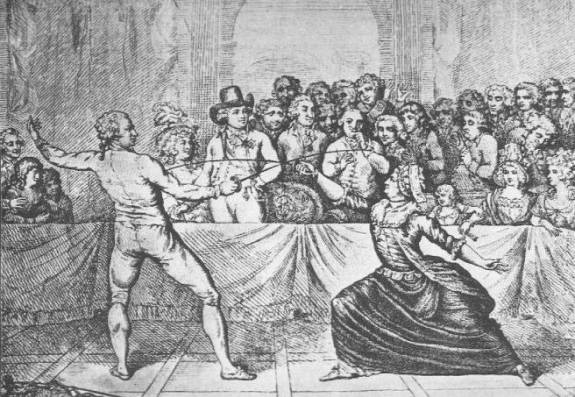
Duel au fleuret à Carlton House le 9 avril 1787
entre le chevalier de Saint-George et le chevalier d'Éon.

- Kojirō Sasaki, champion du sabre long, et Musashi Miyamoto, qui tua son adversaire avec un ou deux sabres de bois, le 13 avril 1612. Cependant, s'il est le duel entre samouraïs le plus célèbre au Japon et en Occident, le duel, sérieux ou « d'entraînement », était une coutume très courante à l'époque de Kôjiro et Musashi, voire dès les origines de la caste samouraï (les duels au Japon sont donc d'un nombre incalculable).
- Le chevalier de Saint-George et Gian Faldoni le 8 septembre 1766 à Paris, défi sportif du maître d'armes italien au champion français, remporté sur celui-ci quatre touches à deux.
- Le chevalier de Saint-George et le chevalier d'Éon à Carlton House le 9 avril 1787. Rencontre sportive organisée devant le tout Londres par le prince régent, le « duel du siècle » fut remporté sept à zéro par un Éon habillé en femme.
- Ciriaco Cañete (en) et Venancio Bacon, chacun défenseur d'une école d'escrime différente (Doce Pares (en) pour Cañete, Balintawak Eskrima pour Bacon). Cañete a soutenu en 1948 à Balamban un autre défi célèbre contre un mystérieux Domingo, maître d'arnis.

### Duels «galants»
- Duel des Mignons le 27 avril 1578 au marché aux chevaux de Paris. Des courtisans se battent pour la faveur d'Henri III avec leurs témoins, trois contre trois. Quatre morts et un blessé.
- En 1632, l'écuyer Henri de Lenclos, père libertin de Ninon et luthiste de renom, et le baron Louis de Chabans, auteur dix-sept ans plus tôt d'un Avis et moyens pour empêcher les désordres des duels, proposés au Roi en l'assemblée des États généraux[89], pour une affaire d'adultère. Lenclos assassine de dos son adversaire descendant du carrosse sur le champ[pas clair] et s'exile jusqu'à sa mort en 1649 en Savoie, abandonnant sa femme et sa fille de dix-sept ans.
- Henri de Sévigné, joli marquis exalté et fâcheux[90] de trente deux ans, et François Amanjeu d'Albret, comte de Miossens[91], le 4 février 1651 à Picpus[92]. Il avait été rapporté à celui-ci que le marquis avait déclaré[93] que Charlotte Galland alias Lolo[94] de Gondran[95], née Bigot de la Honville[90], la maîtresse qui avait remplacé Ninon de Lenclos dans le cœur de ce dernier, « ne fait pas grand cas du chevalier d'Albret ». Cette prétendue cousine du chevalier, courtisée par lui[96], belle-fille d'un avocat de renom, venait en effet de recevoir de Sévigné un bijou de grand prix, qu'il se promettait de renouveler via cinquante mille écus cédés récemment par sa femme. Le marquis nia les propos mais ne se justifiait « jamais que l'épée à la main »[93]. Sur le terrain, les deux hommes se réconcilièrent et s'embrassèrent, mais l'esprit du temps était de ne pas manquer une occasion de se battre[97]. Après avoir été touché quatre fois dans le vêtement, Albret para avec une lenteur courtoise[98] mais Sévigné, tout à fait fantasque[99], s'embrocha sur le fer ainsi présenté[98], et mourut de sa blessure le surlendemain, donnant par là toute sa liberté[100] à sa veuve, la marquise de Sévigné.
- Charles Amédée de Savoie-Nemours et son beau-frère François de Vendôme, cousin germain de Louis XIV, le 30 juillet 1652 à Paris. Ils commandaient tous deux l'armée des Princes durant la Fronde. Le duc de Nemours fut tué pour l'amour de Madame veuve de Châtillon[nb 4].
- George Villiers, 2e duc de Buckingham, et Francis Talbot, onzième comte de Shrewsbury le 16 janvier 1688. Buckingham, amoureux de la comtesse de Shrewsbury, tua son mari en duel puis se vanta d'avoir obtenu les faveurs de la comtesse avant même qu'il eût ôté ses vêtements ensanglantés[101].

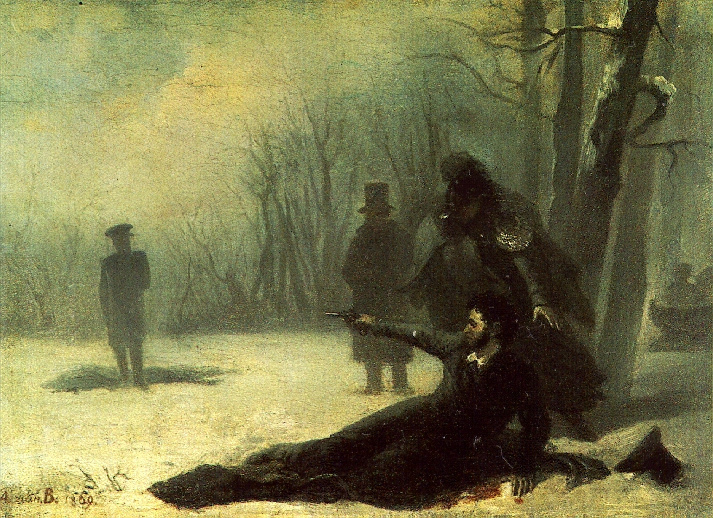
La mort à 37 ans de Pouchkine, mari jaloux.
Dans son roman, c'est aussi le jaloux qui perdait le duel.

- Évariste Galois, mathématicien de vingt ans, et Ernest Duchâtelet, chartiste et compagnon de la Société des amis du peuple, pour « l’honneur d’une femme » dont il se crut aimé puis rejeté, le 29 mai 1832 à La Glacière près de Paris. Galois, touché par balle au bas de l’abdomen, mourut le lendemain. Ses travaux à l'origine des mathématiques modernes seront prolongés par les mathématiciens de tous pays avec quinze ans de retard.
- Alexandre Pouchkine et son beau-frère, Georges Charles de Heeckeren d'Anthès, un lieutenant alsacien, au bord de la Rivière Noire dans les faubourgs de Saint-Pétersbourg le 8 février 1837 (calendrier grégorien)[102]. Une campagne de lettres anonymes, que le poète soupçonnait d'avoir été menée par le père d'Anthès, l'avait nommé « coadjuteur du grand maître de l'Ordre des Cocus ». La dernière lettre, qui provoqua le duel deux jours plus tard, dénonçait un rendez vous entre sa femme et son beau-frère. Pouchkine reçoit une balle au ventre et meurt deux jours plus tard.
- Jean-Baptiste Rosemond de Beauvallon et Alexandre Dujarrier le 11 mars 1845 pour une actrice. Beauvallon, qui avait provoqué sous un prétexte un Dujarrier inexpérimenté, le tua au pistolet et fut condamné avec son témoin à dix ans de réclusion. Le procès mit en débat public la jurisprudence du duel.
- Nicolas Felixovitch Youssoupov, frère aîné de Félix Youssoupov, le futur prince et célèbre assassin de Raspoutine, et le comte Arvid Manteuffel, le 22 juin 1908. Le premier, personnage anticonformiste cultivant un esprit de décadence, avait promis à Marina Alexandrovna de Heyden[103], âgée de dix--neuf ans et mariée depuis un mois, de l'arracher à son mariage malheureux. Il est tué à vingt-six ans dans l'Île Krestovski, à Saint-Pétersbourg, par le second, mari jaloux et lieutenant entrainé[104]. Ce duel a été vu comme la pénultième malédiction des descendants Nogaïs de l'arrière-arrière-petit-fils d'Edigu, le khan Youssouf Mourza[105].

### Assassinats politiques déguisés
- Pierre Wessel, vice-amiral danois, et Jacob Axel de Staël von Holstein (sv), officier livonien de la Couronne de Suède et donc alors ennemi. Le 12 novembre 1720, près de Hanovre, le héros national danois est tué déloyalement de deux coups de sabre, alors qu'il se défend avec son épée de cour.
- John Wilkes, député libertin et révolutionnaire, et Samuel Martin, ancien secrétaire au Trésor, le 16 novembre 1763 à Hyde Park. Dans les suites de l'affaire du North Briton (en), Martin provoqua Wilkes, qui fut atteint d'une balle à l'estomac et dut fuir à Paris. Le Parlement abolit à cette occasion l'immunité parlementaire pour des libelles contre le roi.
- Le constituant whig Button Gwinnett, et Lachlan McIntosh, héros de l'Indépendance et rival politique. Le président du gouvernement provisoire (en) de Géorgie Gwinnett avait envoyé McIntosh se faire tuer dans une expédition militaire impréparée, et avait fait arrêter son frère pour trahison. De retour, McIntosh avait traité devant l'assemblée celui qui le rendait responsable d'une défaite électorale au poste de gouverneur de « scélérat et racaille menteuse ». Le 16 mai 1777 dans le parc de la résidence du gouverneur britannique à Thunderbolt, chacun fut atteint d'une balle. Gwinnett mourut trois jours plus tard d'infection.
- Le comte Léon, premier fils de Napoléon Ier, et le capitaine Hesse, fils adultérin de la margravine d'Anspach[106] et peut être du duc d'York[107], le 24 février 1832[107] au bois de Vincennes entre le fort[108] et Nogent[109]. Le dandy[107] « Hesse » avait servi précédemment comme courrier secret de la princesse de Galles[110] puis comme amant de la reine Isabelle[110] en service commandé par sa mère[107]. Le capitaine, une des ordonnances de Wellington[111], avait insulté le souvenir de l'Empereur huit mois plus tôt[111], au cours d'une partie d'écarté[108] entamée avec le comte au Cercle des Etrangers, rue Richelieu[111]. Tirant le premier[108], il manqua son tir et mourut d'une balle en pleine poitrine[108] quelques moments plus tard sans avoir pu être transporté[108]. Le comte, qui portait en talisman un bouton que lui avait remis la reine Hortense[109], fut acquitté en août[112]. La documentation ne permet pas de savoir si le duel était une provocation.
- Armand Carrel, patron de presse d'opposition, et Émile de Girardin, député en passe de lancer un journal à un prix écrasant toute concurrence grâce à l'inclusion de nombreuses publicités. Le député, ami de l'ancien ministre doctrinaire Guizot[113], menaçait[114] de révéler la vie maritale que le journaliste gênant, promis aux premières fonctions politiques[115], menait depuis quatorze ans avec l'épouse d'un de ses commandants de régiment[116], le divorce étant alors interdit. Le duel à outrance était résolu, au moins dans l'esprit de Carrel, pour qui il ne faisait pas de doute qu'il s'agissait bien de l'élimination physique d'un adversaire politique[117]. Il était pourtant opposé par principe au duel[118] pour avoir déjà été blessé dans trois précédents[119],[120],[121] et avait dans un premier temps déjoué ce quatrième[122]. Le 22 juillet 1836, au bois de Vincennes, il reçut au ventre une balle tirée entre trente et quarante pas et mourut quarante huit heures plus tard. Girardin, qui avait aussi trois duels à son actif et avait ourdi sciemment celui-ci[123], fut blessé à la cuisse et prit la résolution de ne plus jamais se battre.
- Le général José Miguel Barceló, président de la Chambre des députés du Venezuela, fut tué par le général Édouard Scanlan, fils du consul de France, puis inhumé au Panthéon à Caracas le 13 mai 1878. Celui-ci était mécontent des réformes menées par le premier[124].

### Rivalités personnelles entre politiciens
- Duel Hamilton-Burr entre Alexander Hamilton, coauteur de la Constitution américaine, et Aaron Burr, vice-président des États-Unis. Celui-ci, durant la campagne électorale pour la présidence, s'est déclaré offensé par des propos tenus par son adversaire politique au cours d'un dîner auquel il n'assistait pas lui-même, propos dont Hamilton déclarait du reste ne pas se souvenir précisément sinon qu'ils n'étaient pas injurieux. Gravement blessé par balle le 11 juillet 1804 sur les hauteurs de Weehawken, ce dernier décède le lendemain.
- Andrew Jackson, futur président des États-Unis, et le procureur Charles Dickinson en mai 1806. Dickinson, fameux duelliste, tira le premier une balle qui resta logée dans la poitrine de son adversaire toute sa vie et fut abattu quand ce fut le tour de celui-ci.
- Le commissaire aux affaires maritimes Stephen Decatur et le chef d'escadre James Barron sur le « terrain des duels » près de Washington le 22 mars 1820. Le « Conquérant des Barbaresques » Decatur (il avait bombardé Alger en 1815) paya son opposition à la réintégration de son adversaire d'une balle mortelle.
- Robert Crittenden (en), ministre du Territoire de l'Arkansas, et Henry Wharton Conway (en), receveur, le 29 octobre 1827 près du bourg de Napoleon (en). Le poste de gouverneur ayant échappé au premier, celui-ci tua le second alors élu délégué au Congrès des États-Unis (en).
- George A. Waggaman (en), sénateur whig de Louisiane, et le maire jacksonien de La Nouvelle-Orléans. Le premier décède des suites de ses blessures le 31 mars 1843.
- Pierre Joseph Proudhon, député à la Constituante incompris et raillé pour ses idées communistes[125], et Félix Pyat, député de premier plan de la Montagne dans la même assemblée, le 1er décembre 1848. Proudhon fustigeait les incohérences du projet de loi sur le droit du travail et le jeu politicien de Félix Pyat[126], et critiquait la modération des amis de celui-ci, jugés tout à leurs réélections, dans son journal Le Peuple. Pyat lui-même y fut décrit le 25 novembre 1848 par E. Madier de Montjau en « aristocrate de la démocratie[127] ». Croisant Proudhon dans les couloirs de l'Assemblée le soir même, il le traita d'« abominable cochon », ce à quoi il lui fut répondu un coup de poing dans la figure[128]. Malgré le refus préalable de Proudhon de se prêter à une « comédie ridicule, absurde[129] », le barrage que des ouvriers firent de leur corps devant son domicile deux nuits durant[129], une première interruption par le commissaire dépêché sur place par le président de l'Assemblée[129], deux balles furent échangées dans le vide à vingt-cinq pas puis une poignée de main[129]. Ce duel montre que la pression sociale rendait quasiment impossible à l'époque de refuser un duel, ce que Proudhon fit tout de même le 29 décembre quant à son tour Delescluze lui envoya ses témoins[130].
- Alexandre Ledru-Rollin, porte parole des montagnards, et Jean-François Denjoy, député de la Gironde, le 13 avril 1849. Deux jours plus tôt, l'attaque de Ledru-Rollin contre le projet de loi de supprimer les clubs avait en séance été interrompue de nombreuses fois par Denjoy. Des mots avaient été échangés. La pluie fit tourner le duel court.
- Lisandro de la Torre, futur fondateur du Parti démocrate progressiste argentin et escrimeur entraîné du Jockey Club, et Hipólito Yrigoyen, un des chefs militaires de l'UCR et futur président de la Nation argentine, le 6 septembre 1897 sur les docks de Las Catalinas à Buenos Aires. Accusé de travailler de façon occulte contre l'intérêt de la nation, celui-ci d'un coup de sabre à la joue obligea celui-là, alors encore membre du même parti, à porter sa vie durant une barbe pour cacher la cicatrice.
- En 1959, à Buenos Aires, l'amiral Isaac Rojas et le député Roberto Galeano se battirent en duel avec des pistolets à la suite d'injures du premier contre le président Frondizi[131],[132].

### Duels de propagande
- Wellington, Premier ministre du Royaume-Uni, et George Finch-Hatton, prédicateur orangiste de la Chambre des lords, le 21 mars 1829 à Battersea. Le second avait accusé le premier d'avoir, en donnant l'égalité des droits civiques aux catholiques, subverti l'état et aboli la « constitution protestante ». Deux coups en l'air.
- Léon Gambetta, président de l'Assemblée nationale, et Oscar Bardi de Fourtou, bonapartiste dont l'élection venait d'être invalidée par le ministre de l'Intérieur, le 20 novembre 1878 au Plessis-Piquet. Une dispute sans témoin éclata après que le second eut dénoncé en séance l'ostracisme des républicains contre sa classe, ce que le premier avait qualifié de mensonge. Échange au pistolet sans résultat[133].
- Charles Floquet, président du Conseil, soixante ans, et le général Boulanger, cinquante-et-un ans, le 13 juillet 1888. Le motif était une raillerie lancée à la Chambre sur l'âge du second. En la circonstance, le duel prit un tour parfaitement inattendu : le général Boulanger, plus jeune, formé au maniement des armes et habitué des duels, mais trop sûr de lui, fut défait et blessé par l'épée de son adversaire, au physique de bourgeois rondouillard, mais doté d'un indiscutable sang-froid. Ce fut le début de la fin pour la popularité et la carrière politique de Boulanger[134].
- Jean Jaurès, vice-président de la Chambre, et Paul Déroulède, ancien chef de la Ligue des Patriotes, près du pont de Béhobie en face de l'île des Faisans le 4 décembre 1904. Exilé en Espagne pour sa participation au putsch boulangiste, ce dernier avait accusé le chef du bloc des gauches de faire « le jeu de l'étranger » dans l'affaire Thalamas, chacun revendiquant une figure différente, celle de la légende exprimant une volonté nationale ou celle de la sainte envoyée par la Providence, de la même Jeanne d’Arc. Le « Régent de France[nb 5] » avait obtenu un sauf-conduit pour l'exilé et le concours de la gendarmerie. Deux balles, sans résultat[135].

### Duels de presse
- Nestor Roqueplan, fondateur du Figaro, homme de presse, dandy et directeur de théâtre (parfois considéré comme le modèle du personnage de Rastignac dans l'œuvre de Balzac) aux opinions monarchistes, se battit en duel en 1833 avec le colonel Gallois, aux opinions républicaines, qui avait tenté de lui arracher sa Légion d'Honneur lors d'une altercation à l'Opéra-Comique. Le duel se conclut par des blessures superficielles pour les deux adversaires.
- François-Vincent Raspail et Louis-Augustin-François Cauchois-Lemaire le 30 décembre 1834.
- Auguste Dupont, journaliste et ancien député, tué au pistolet par le député montagnard Jean-Baptiste Chavoix, le 20 août 1850, pour un article de presse.
- Robert Caze et Paul Bonnetain le 6 avril 1883 à Diegem. Caze est blessé légèrement à la poitrine. Deux ans plus tard, Maurice Barrès évitera de peu un duel avec Caze pour une critique de La Semaine d'Ursule parue le 8 août 1885 dans La Vie moderne[136].
- Robert Caze et Charles Vignier, qui avait publié, à la suite d'une altercation entre celui-là et Félicien Champsaur, que le premier avait été « rossé ». Le 15 février 1886 au bois de Meudon, Caze se jeta sur l'épée de son adversaire et succomba un mois et demi plus tard.
- Jules Bois, journaliste spécialisé dans l'occultisme, et Stanislas de Guaita, rosicrucien ami de Barrès[137], le 19 janvier 1893 à la Tour de Villebon[138] dans le Bois de Meudon, au pistolet, sans résultats. Dans une série d'articles du Gil Blas, Bois avait accusé, à la suite de son ami Huysmans, Guaita d'avoir tué par magie[139] l'abbé Boullan. Le duel fut réédité en mai[140] au sabre entre Bois et le témoin de Guaita au premier duel, le mage Papus. L'affaire, dans un contexte de réaction du positivisme représenté par Zola et Jean-Martin Charcot[141] entre autres, faisait grand bruit. Papus et Bois, qui fut légèrement blessé à l'avant bras, finirent par devenir amis[142].
- Edmond Lepelletier, historien de La Commune, et Jules Guérin, rédacteur en chef du Gil Blas, le 17 avril 1894 après le café, à la Jonchère, à l'ouest de Paris. Dans un article intitulé L'hallali du poète paru dans ce journal[143], Léon Bloy dénonçait le lynchage médiatique de son ami Laurent Tailhade à la suite de l'attentat anarchiste du 4 avril contre celui-ci. Lepelletier, qui avait écrit Une bombe intelligente dans L'Echo de Paris[144], prit ce prétexte pour envoyer ses témoins, dont Gaston Leroux[144]. Bloy jugeait, en fidèle catholique[145],[146], le duel comme « une saleté ridicule inventée par des saltimbanques. Je le remplace volontiers par des coups de pieds au derrière[143] ». Son rédacteur en chef releva le défi à l'épée et fut légèrement blessé à la main droite, origine de l'offense, lors de la quatrième reprise[147]. Le lendemain, Lepelletier publiait : « Jules Guérin a été blessé par procuration mais Léon Bloy en est mort[148] ». Cette mort sociale recherchée[149] fut effective mais le but initial était la publicité pour Lepelletier lui-même[150].
- Jules-Hippolyte Percher, alias Harry Alis ou Harry Allis, rédacteur du Journal des débats, et Alfred Le Châtelier, administrateur de la Société du Congo français, le 28 février 1895 dans un bal de l'île de la Jatte où les consommateurs venaient voir les duels[151]. Le second contesta les concessions que le premier lui attribuait[152] dans un article où était défendue l'alliance avec les Belges au Congo[153]. Un rectificatif fut publié mais le journaliste l'entendit, à la suite d'insinuations venues d'ailleurs[154], comme une façon détournée de dire qu'il avait été corrompu par une société de chemins de fer belge[155]. Alis fut transpercé par l'épée de son adversaire qui s'était fendu après une deuxième riposte[156] et mourut le lendemain. Le Châtelier, ancien officier qui se défendait contre un fleuretiste entraîné et plus grand[157], fut acquitté par le jury à la demande du ministère public et à la faveur du président[158], le duel n'étant passible de sanctions pénales qu'en cas de mort d'homme, ce qui était le cas, ou de manque de loyauté[159].
- Charles Maurras affronta le dreyfusard Édouard Monod le 6 mars 1900 à la suite d'un article dans L'Action française. Charles Maurras fut blessé au bras dès le premier engagement[160],[161].
- César Campinchi, avocat et député de Bastia, et Horace de Carbuccia, éditeur de Gringoire et autre député de Bastia, le 6 mars 1935 au vélodrome du parc des Princes à propos d'un article de presse. Les duellistes attendirent que le stade se remplisse de spectateurs[162]. Quatre balles furent échangées à trente cinq pas. Campinchi fut blessé au bras. Le duel fut réédité à l'épée le 11 octobre à Ajaccio dans la résidence du Docteur Miniconi entre Monsieur Poli, directeur du Journal de la Corse qui soutenait Campinchi, et Monsieur Tanot, rédacteur en chef de La Jeune Corse, financé par Carbuccia[163]. À la troisième reprise, Tanot fut touché à l'avant-bras et les adversaires se serrèrent la main.
- Paul et Guy Granier de Cassagnac, directeurs du journal conservateur L'Autorité et fils de Paul de Cassagnac, contre Charles Maurras, directeur du journal de la droite activiste L'Action française, le 26 février 1912 à Neuilly. Celui-ci, alias « Criton », avait, dans un vomi d'insultes, accusé les premiers, « dans la voie des compromissions », de donner « raison au juif contre le Français » en défendant Henri Bernstein et en acceptant l'aide financière du « traître juif Arthur Meyer », directeur du journal royaliste Le Gaulois[164]. Inversement, L'Autorité n'avait pas épargné L'Action française. À travers une querelle éditoriale sur le thème porteur de l'antisémitisme, il s'agissait pour Maurras de discréditer un journal concurrent en difficulté et de capter son lectorat. Maurras, fleurettiste, fut touché à la manchette par l'épée de Paul et abandonna sur un deuxième assaut qui lui aurait été fatal[165]. Il eut un second duel avec Guy[166] pour la forme. En 1921, la querelle prit un tournant plus virulent, mais cette fois-ci, Léon Daudet, rédacteur en chef de l’Action, refusa le duel.

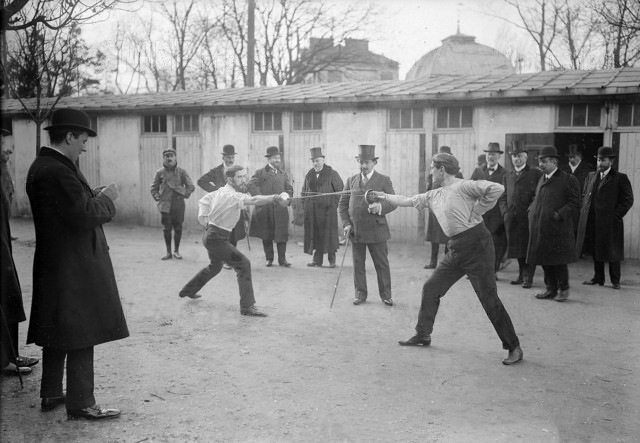
Charles Maurras contre Jacques Landau le 5 décembre 1909
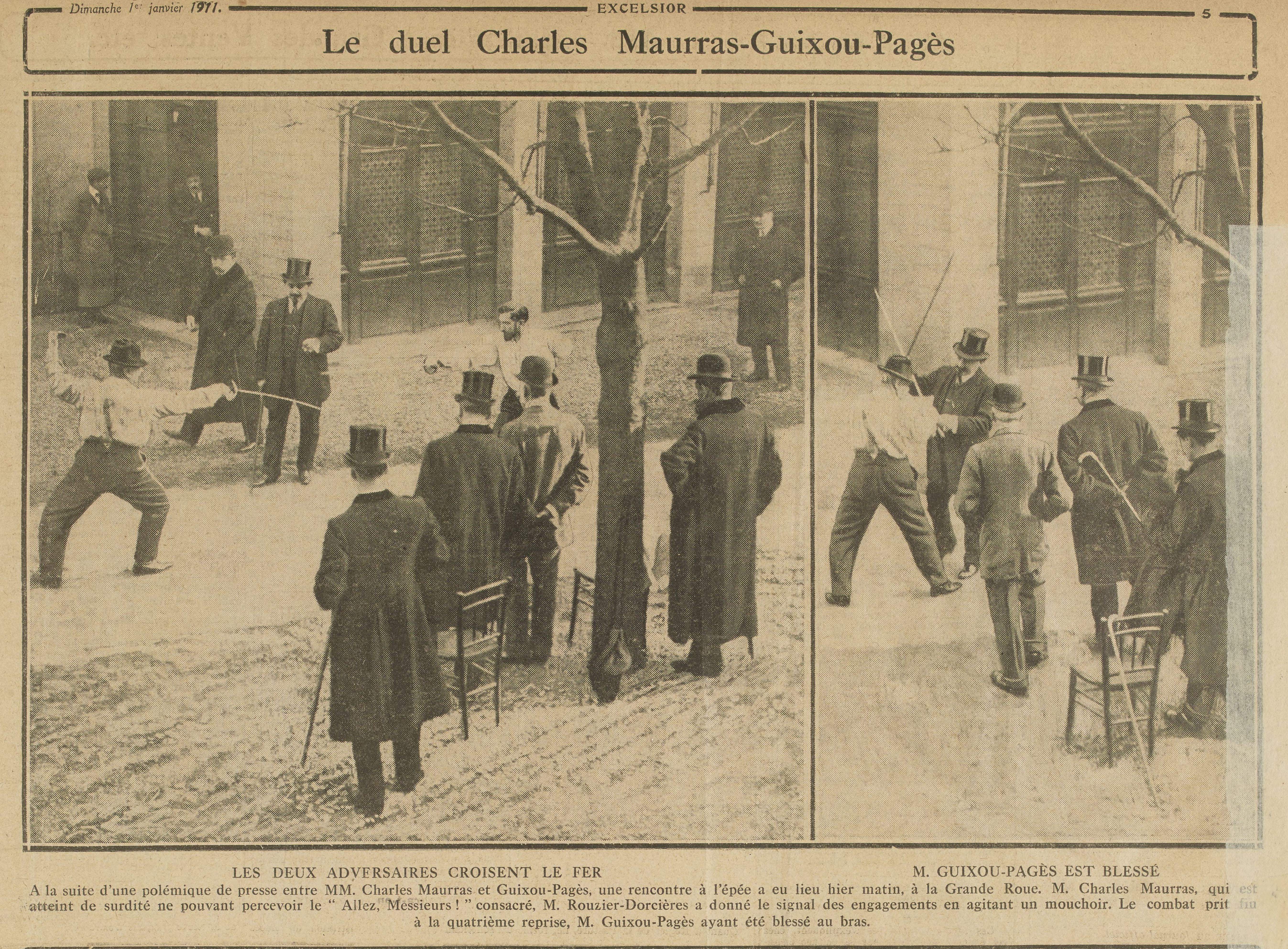
Charles Maurras contre Jean Guixou-Pagès le 31 décembre 1910
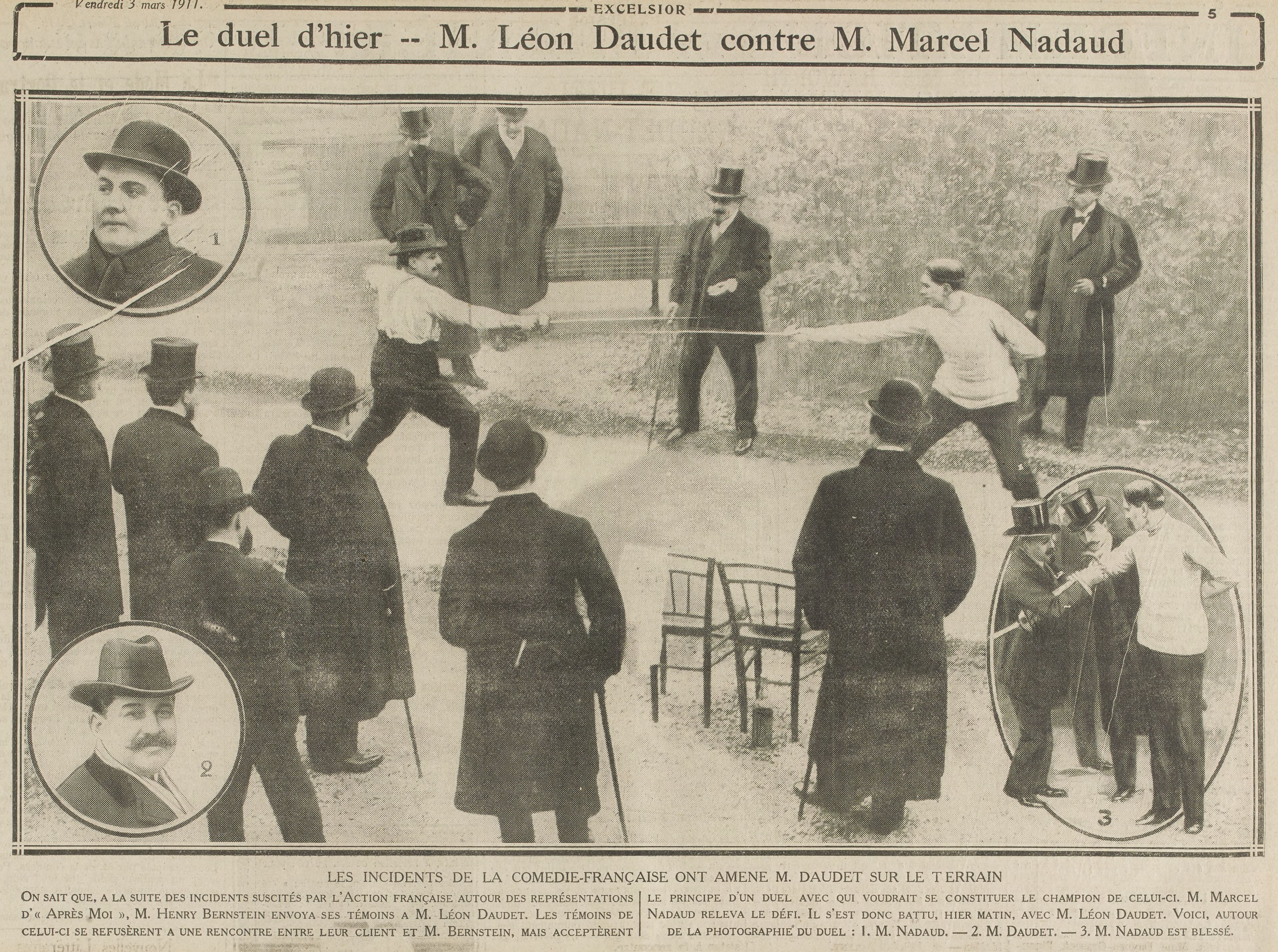
Léon Daudet contre Marcel Nadaud le 2 mars 1911
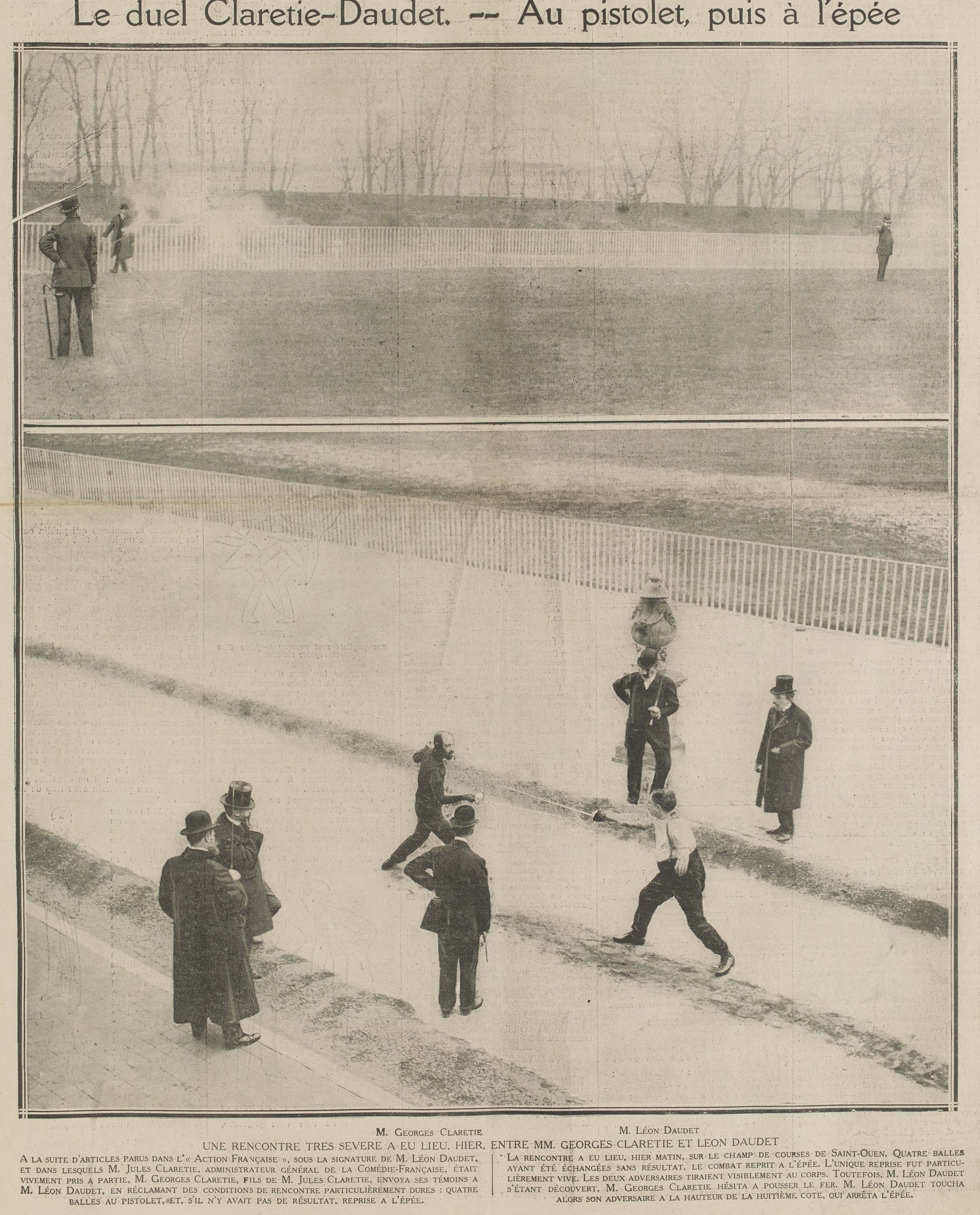
Léon Daudet contre Jules Claretie le 4 mars 1911
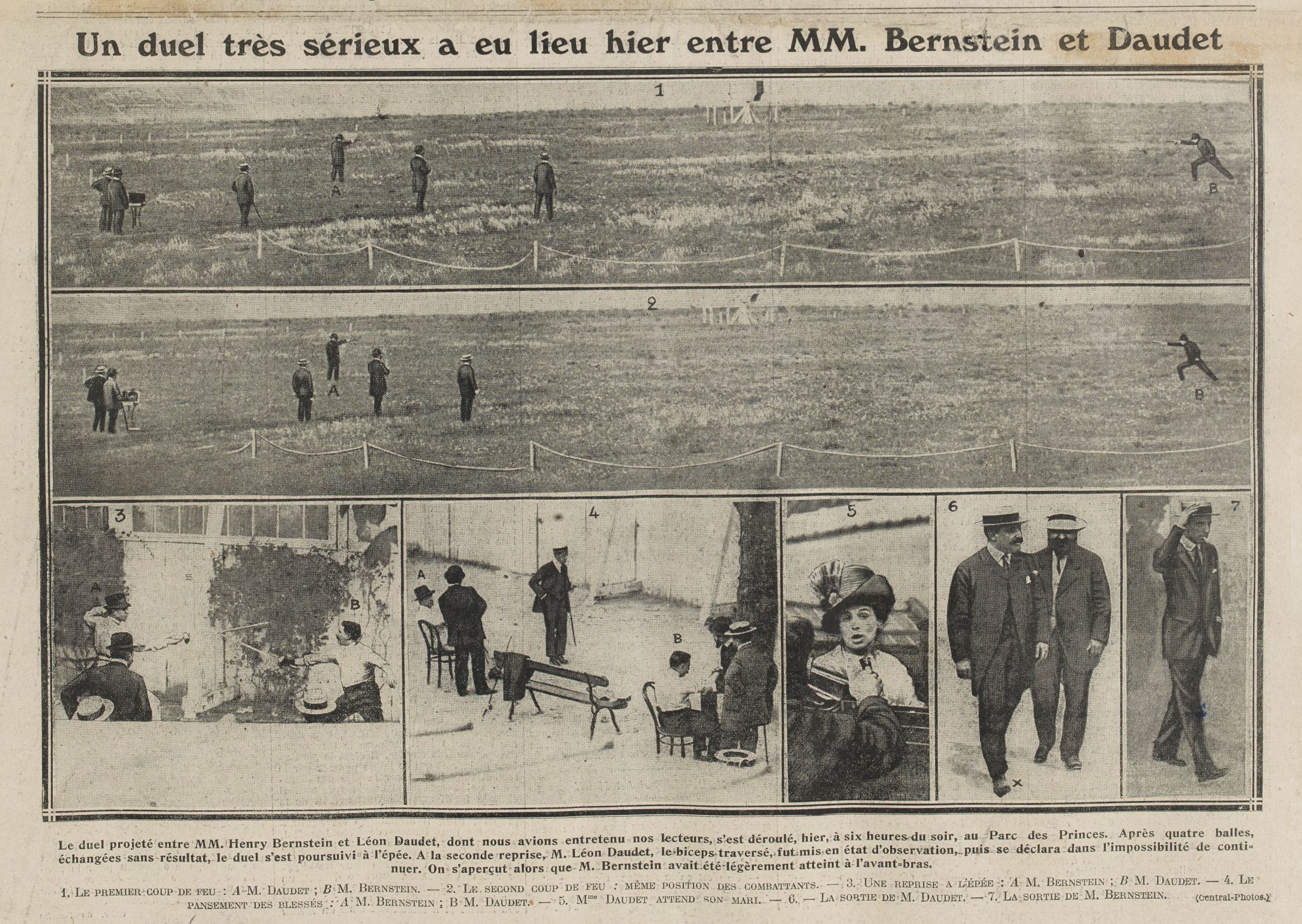
Léon Daudet contre Henry Bernstein le 21 juin 1911
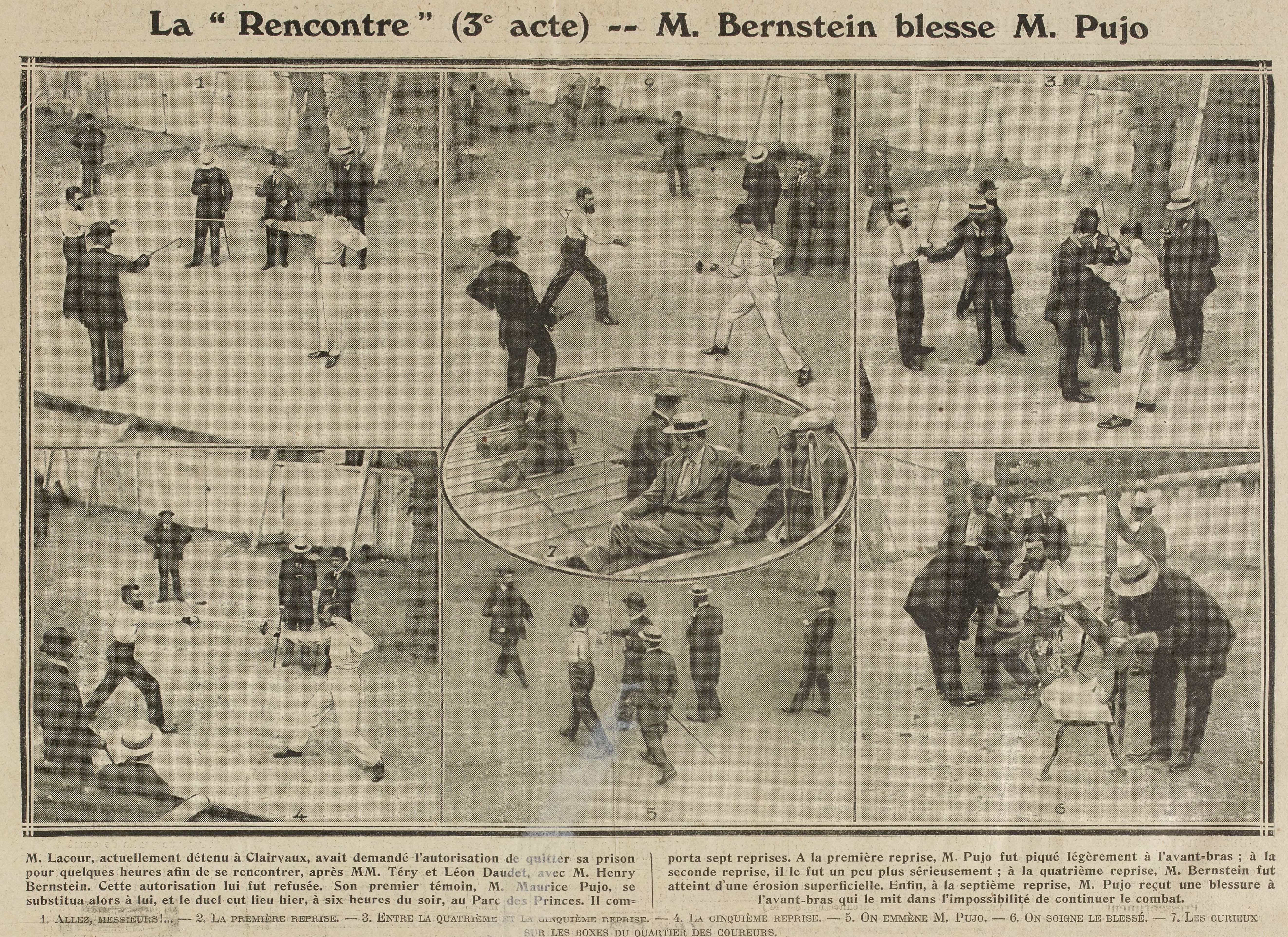
Maurice Pujo contrer Henry Bernstein le 26 juillet 1911
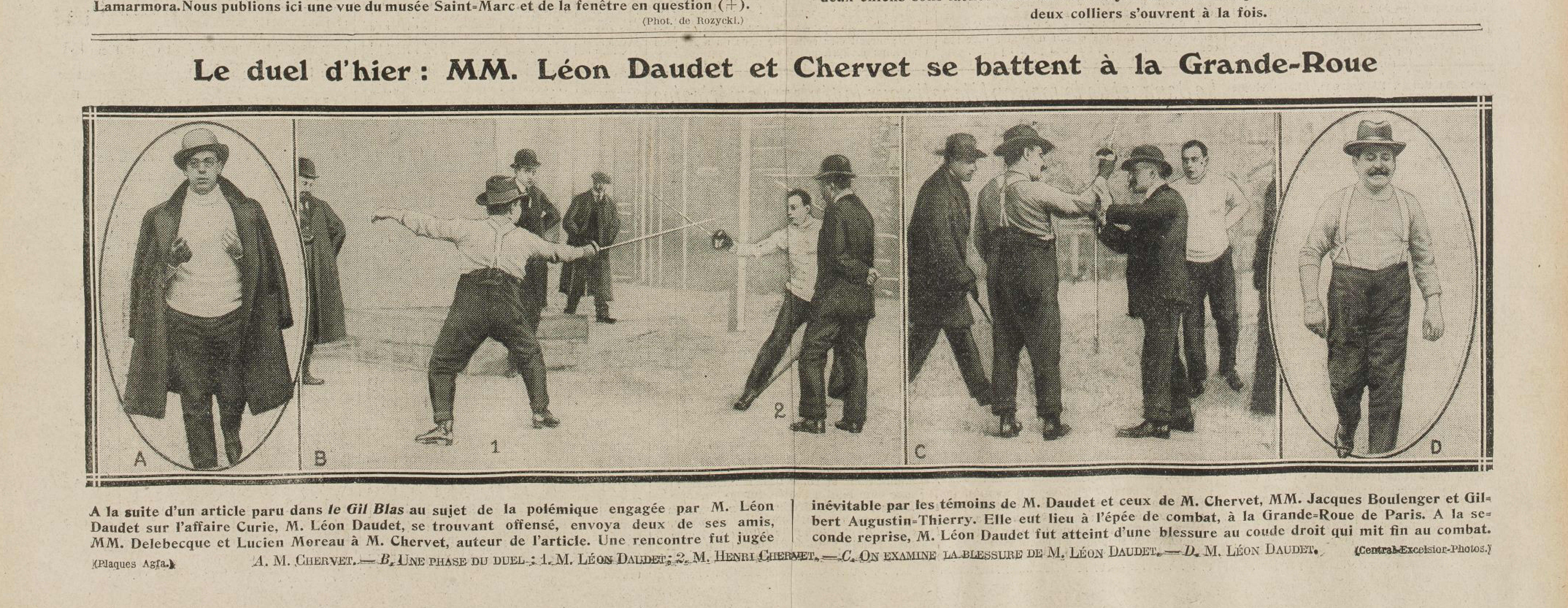
Léon Daudet contre Henri Chervet le 23 novembre 1911
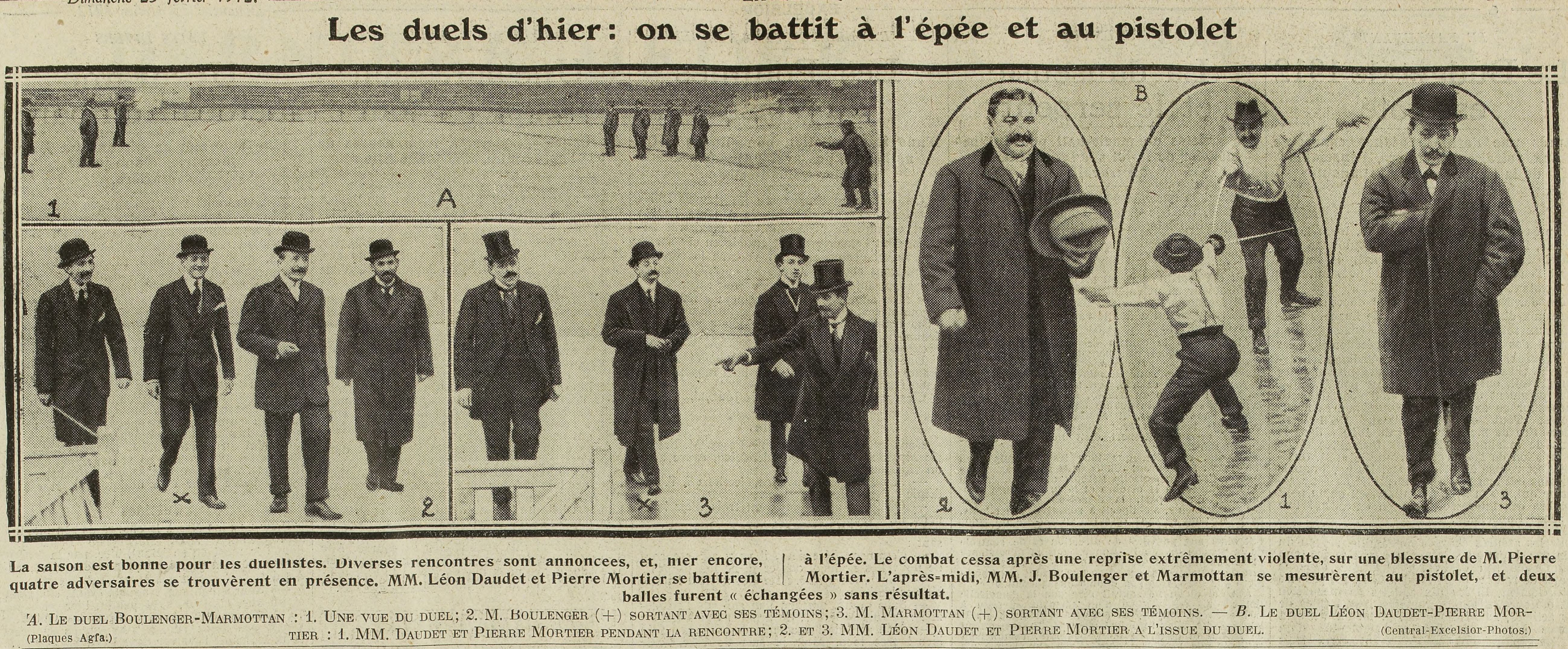
Léon Daudet contre Pierre Mortier le 24 février 1912
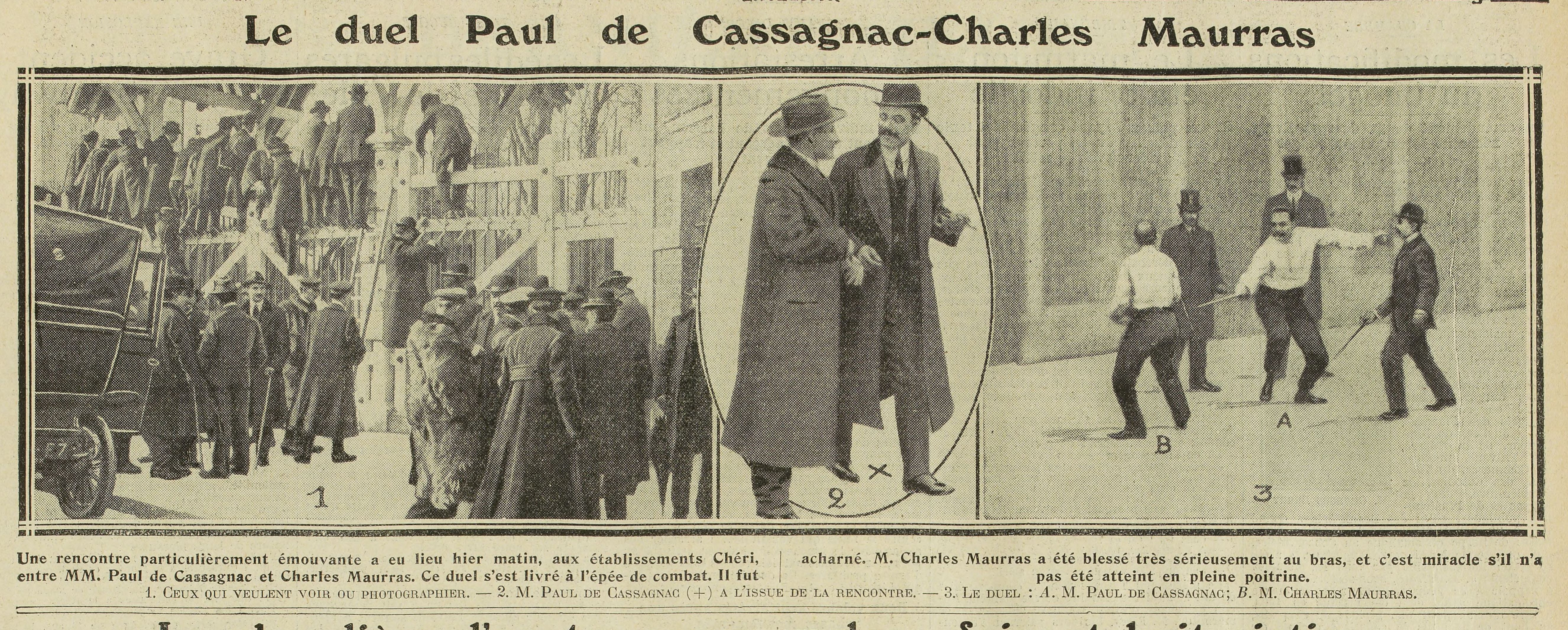
Charles Maurras contre Paul de Cassagnac le 26 février 1912

### Accusations entre politiciens
- Leberecht von Kotze (de), chambellan de Guillaume II, et le baron Hugo von Reischach (de), maréchal de la cour d'une part, et le baron Schrader d'autre part, en 1895. Ceux-ci se seraient prêtés à la rumeur qui accusait le chambellan d'être à l'origine des clichés pornographiques dénonçant l'homosexualité de membres de la famille impériale et de certains officiers supérieurs. Les deux furent blessés, le second à mort. L'« affaire Kotze (de) » fut un scandale d'État.
- Lisandro de la Torre, sénateur du Parti démocrate progressiste argentin, et Federico Pinedo, ministre des Finances, en 1935 à Buenos Aires. Celui-ci, dont la corruption avait été dénoncée par un rapport parlementaire, manqua son coup et le vieux sénateur, quand ce fut son tour, tira en l'air.

### Différents idéologiques
- Jules Vallès, alors pigiste à La Revue des Deux Mondes, et son jeune ami de vingt-et-un ans, Louis Poupart-Davyl, qui sera grièvement blessé au bras gauche, en 1856.

### Querelles autour du racisme
- Le chevalier de Saint-George et Alexandre Picard à Rouen, en 1766. À dix-neuf ans, Saint-George reçoit de son père l'ordre de punir les insultes contre les nègres du maître d'armes, qu'il ridiculise chez lui.
- Lamartine et le colonel italien Gabriel Pepe qui le blessa au bras (duel à l’épée dans les jardins de l’ambassade vers 1826). Le colonel avait provoqué Lamartine parce qu’il avait jugé injurieux à l’égard de l’Italie quelques vers de celui-ci, où il comparait les Italiens à de la poussière humaine :
« Je vais chercher ailleurs (pardonne, ombre romaine !)
Des hommes, et non pas de la poussière humaine. »
- David C. Broderick (en), sénateur, et David S. Terry, président de la Cour d'appel de Californie, le 13 septembre 1859 au lac Merced près de San Francisco. Des insultes avaient été échangées au cours de la convention du Parti démocrate quand le second, esclavagiste, reprochait d'avoir perdu son élection à cause du manque de soutien de l'autre, abolitionniste. Le coup du sénateur partit trop tôt au sol. Son adversaire voulut le blesser au poumon. Broderick mourut trois jours plus tard.

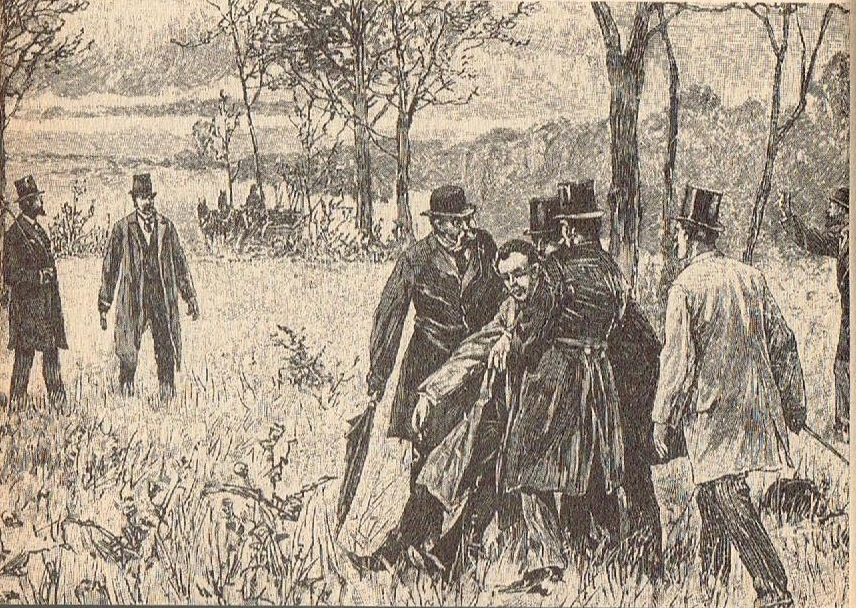
La mort de Ferdinand Lassalle dénoncée par Gösta von Uexküll.

- Ferdinand Lassalle et le prince Yanco von Racowitza dans les bois de Carouge en 1864. Lassalle provoqua en duel le père de sa fiancée, antisémite qui le rejetait. Un concurrent dans le cœur de la jeune fille prit la place du vieil homme, tua son adversaire et gagna le mariage.
- Arthur Meyer, directeur du Gaulois, et Édouard Drumont, nouveau directeur du Monde et auteur de La France juive, le 25 avril 1886 dans le parc de l'ancien hôtel du baron Hirsch. Au cours du duel, Meyer saisit l'épée de Drumont de la main gauche (action formellement interdite) et le blesse à la jambe. Drumont, blessé et saignant, perdit son pantalon et hurla « Au Ghetto, sales juifs, vous êtes des assassins… c'est vous qui avez choisi cette maison ayant appartenu à Hirsch ». Alphonse Daudet, témoin du vaincu, se retint d'assassiner le vainqueur[168].
- Eugène Mayer, directeur de La Lanterne, et Emmanuel Arène, député de Corse, le 7 juin 1887 à Paris. Celui-ci jugeait injurieux à l'endroit des Corses un article paru dans La Lanterne.
- duel Vering-Salomon (de) : Édouard Salomon, féru de duels, et Carl Vering (de), membre des Rhénans (de), le 6 février 1890 dans le bois de Mooswald au sud-ouest de Fribourg-en-Brisgau. Quatre jours plus tôt, le second avait, dans un café, qualifié l'ami du premier de « jeunesse juive crochue ». Juif lui-même, il refusa un arrangement. Manquant ses tirs, Salomon fut touché, à trente pas, par la première des trois balles, se releva puis reçut une seconde balle. Il mourut le jour même à la clinique, à l'âge de vingt-six ans. Il repose au cimetière juif de Fribourg (de).
- Le marquis de Morès et le capitaine Armand Mayer, en 1892, à cause d'articles antisémites visant les officiers juifs dans la Libre Parole. Mayer a le poumon perforé et meurt en un instant. Accusé, Morès sera acquitté.
- André Spire et un journaliste antisémite de la Libre Parole en 1894 dans le cadre de l'affaire Dreyfus naissante.
- Marcel Proust, qui était alors encore obscur, et Jean Lorrain, écrivain antisémite[169],[170], le 6 février 1897 à la Tour de Villebon au bois de Meudon. Lorrain, en tant que disciple de Leconte de Lisle, fanfaronna, par des critiques des Plaisirs et les Jours parues dans Le Journal, contre le salon littéraire constitué autour d'Anatole France par Madame Arman de Caillavet[171], républicaine d'origine juive. Proust n'aurait pas été un écrivain mais un snob publié par relations[172]. La flèche[173] fut le sous-entendu d'une liaison sentimentale entre Lucien Daudet[174] et celui-ci, traité de « chochotte », alors que Lorrain lui-même affichait son homosexualité. L'attaque traduisait, au-delà du clivage littéraire, un antagonisme politique avec une société « cosmopolite ». Les témoins de Proust furent le peintre Jean Béraud et le maître d’armes Gustave de Borda. Paul Adam et Octave Uzanne secondaient Lorrain[175], lequel avait déjà eu un duel dix ans plus tôt, avec le journaliste René Maizeroy. Deux balles furent tirées en l'air. L'année suivante, Proust assistait au procès de Zola en soutien à Dreyfus. Toute sa vie, il restera, d'après sa correspondance, fier de cet unique fait d’armes mondain entre dandys. Il se servira de certain traits de Lorrain, comme la fréquentation de canailles, pour peindre Charlus.
- Le colonel Picquart et le colonel Henry, à l'épée en 1897 à l'École militaire à propos de l'affaire Dreyfus. Henry, l'offensant, est blessé au bras.
- Georges Clemenceau et Édouard Drumont, fondateur de La Libre Parole, le 26 février 1898 au parc des Princes. Les deux hommes se ratèrent au pistolet et Drumont, qui accusait son adversaire de soutenir, dans l’affaire Dreyfus, les « insultes » d'Émile Zola à l'armée et la nation, se fit élire député sous l'étiquette antisémite.
- Maurice Barrès, candidat malheureux sous l'étiquette du groupe parlementaire antisémite, et Laurent Tailhade, journaliste devenu dreyfusard, le 17 octobre 1898. Tailhade, qui se battit une trentaine de fois, fut gravement blessé à l'épée par son ancien ami.

### Le duel au féminin
Majoritairement une « affaire d'hommes », souvent centrée sur des querelles exacerbées par une conception très datée du sens de l'honneur et de la virilité, le duel a, parfois, été aussi une affaire de femmes.
En 1848, la justice a à connaître d'une affaire pour le moins inhabituelle : une lingère de trente-deux ans, Adèle Boche, intente un procès en correctionnelle à un homme qui l'a doublement humiliée, d'abord en l'éconduisant (il a refusé un bouquet de violettes qu'elle lui offrait) puis en refusant de réparer cet outrage en duel (au pistolet) après qu'il l'eut giflée. Le tribunal condamnera le jeune homme à vingt-cinq francs de dommage et intérêts.
Plus en accord avec la tradition de duel pour motifs idéologiques et politiques de la seconde moitié du XIXe siècle et du début du XXe, en juin 1911, la journaliste et militante féministe Arria Ly (de son vrai nom Joséphine Gourdon), collaboratrice régulière du Rappel de Toulouse, publie dans la revue Rénovation Morale un article défendant ses conceptions assez extrêmes du combat féministe (virginité militante et création d'un service militaire féminin), ce qui lui vaut de se faire accuser de lesbianisme par le rédacteur en chef de La Dépêche de Toulouse, nommé Prudent Massat. Elle le provoque en duel en lui envoyant deux témoins (deux femmes). Arria Ly n'en est pas à son coup d'essai : en 1904, elle a déjà affronté en duel un médecin, le Dr Girard, qu'elle accusait d'avoir provoqué la mort de son père par incompétence professionnelle… et lui a tranché la moitié d'une oreille d'un coup de taille. Lâcheté ou conception personnelle de la galanterie, Massat refuse de se battre en duel avec une femme… mais se déclare prêt à affronter un chevalier servant. L'affaire fera grand bruit dans la presse et à défaut de se terminer par un duel, elle provoquera un débat sur les limites du combat féministe.
La presse et l'opinion jugeront défavorablement l'attitude peu courageuse de Prudent Massat et Arria Ly y gagnera d'être surnommée « la Cadette de Gascogne » dans la presse.
Autre pionnière du féminisme, la journaliste Séverine avait adopté une attitude différente. Au cours d'un échange polémique violent avec des partisans du boulangisme, elle avait envoyé son compagnon, Georges de Labruyère, ancien sous-officier de spahis, défendre sa cause en duel. Georges de Labruyère fut brocardé par la presse boulangiste, qui le surnomma « Séverin »... tandis qu'une féministe et escrimeuse, Marie-Rose Astié de Valsayre, fondatrice de la Ligue pour l'Émancipation des femmes, critiquait vivement Séverine pour son manque de courage.
Aux antipodes sociales, mais à la même époque, deux figures du demi-monde et du spectacle de la Belle Époque, La Goulue et Aïcha, se battirent en duel au surin sur le pont métallique qui enjambe le cimetière de Montmartre. D'après Armand Lanoux (dans son livre Amours 1900), le duel fut interrompu par plusieurs apaches venus en spectateurs alors que La Goulue, blessée, était sur le point de tomber dans le vide.

## Duels dans la fiction

### Poésie épique

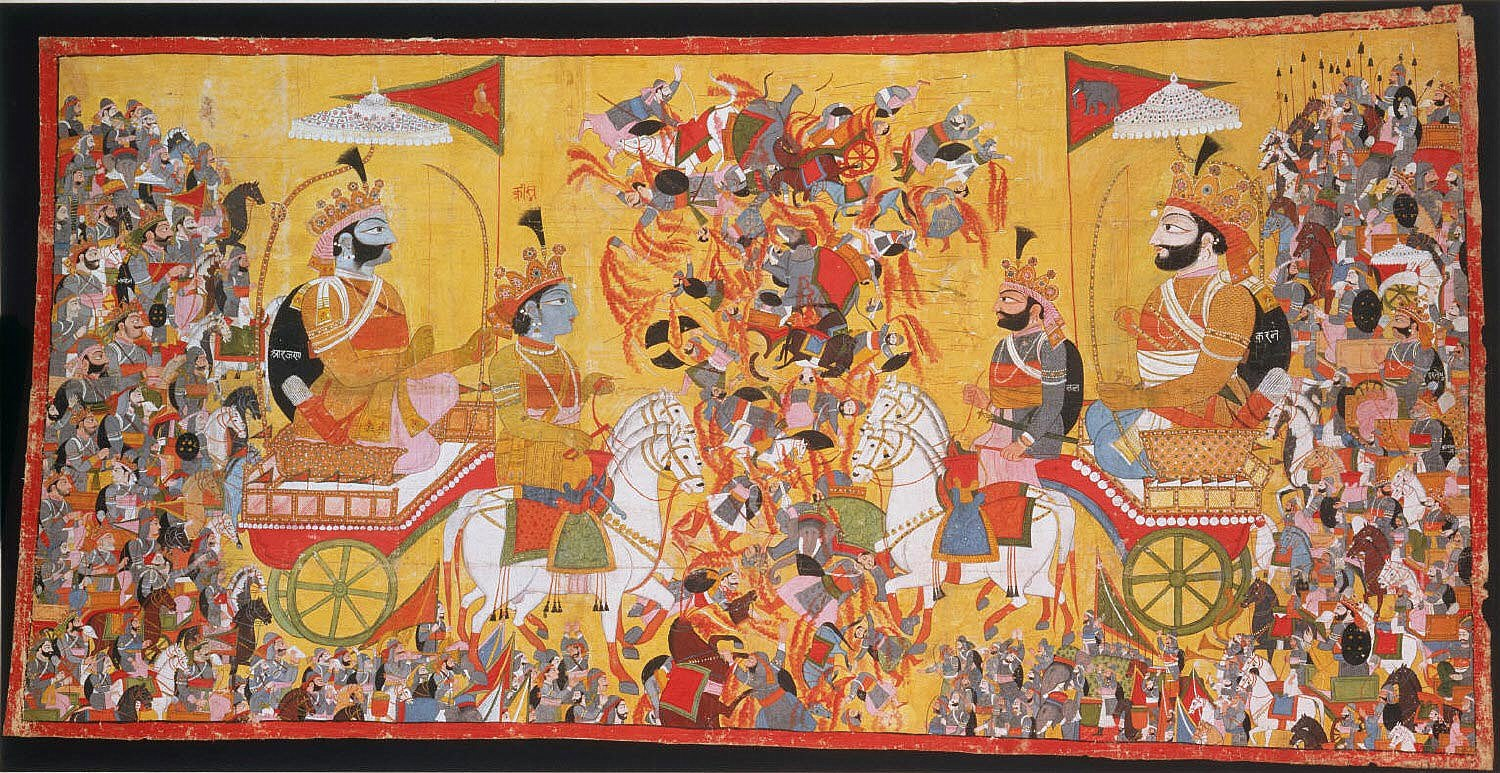
Le duel d'Arjuna et de Karna durant la bataille de Kurukshetra. Chaque seigneur combat dans son char à la tête de son armée et son sort personnel décide de la victoire.

- Achille contre Hector, durant le siège de Troie conté par Homère dans l'Iliade. Achille venge la mort de Patrocle en tuant Hector. La fureur des héros les entraînent à accomplir par un enchaînement de vengeances un destin fatal dont l'ensemble des mortels, amis, femmes, descendants, est le jouet.
- Arjuna, le Chevalier d'Argent, et Karna, le Prince Boucle d'Oreille, dans le Mahabharata. La religion commandent aux deux champions d'oublier leur parenté et de se plier à leur destin de s'affronter, tuer et mourir. La victoire d'Arjuna décide de la bataille qui se termine le lendemain, au dix-neuvième jour, dans une ruine réciproque et se révélera une duperie dans un monde d'illusions.
- Roland, champion de la Chrétienté, et le géant Ferragut (en), champion de l'Islam. Le duel, relaté par de multiples légendes orales et illustré par une iconographie ancienne, est présenté souvent en trois temps, une joute théologique, un combat à cheval puis un combat à pied.
- Roland et Olivier dans la geste Girard de Vienne. Une vaillance égale rend la victoire impossible et le duel finit en amitié. Le poète figure une vertu chevaleresque aristotélicienne[177] modérant la force, représentée par le Germain Roland, par la sagesse, représentée par le Romain Olivier. La formule « Roland est preux et Olivier est sage »[178] préfigure un idéal humaniste.
- Tristan de Loonnois et le Morholt d'Irlande dans le Tristan de Béroul. L'épisode inaugure l'esprit du panache, celui par lequel Tristan renvoie sa nef de l'île Samson où il a rejoint son adversaire, une seule embarcation suffisant pour ramener le vainqueur.

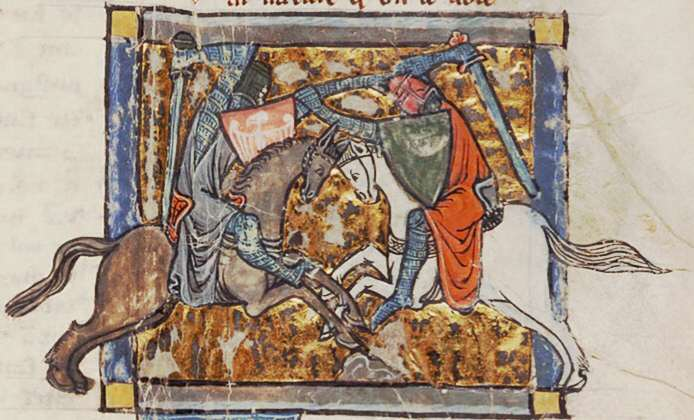
Yvain eet Gauvain
L'épisode est une apologie de l'entremise féminine et de la justice royale.

- Yvain et son cousin Gauvain dans Yvain ou le Chevalier au lion. Chacun défendant le parti d'une pucelle différente, le combat cesse quand ils se reconnaissent, et le litige entre demoiselles est réglé par un arrangement. Le récit de Chrétien de Troyes marque le moment où l'idéal chevaleresque et masculin de la société du Bas Moyen Âge cède à l'idéal courtois et féministe promu par la cour de la régente de Champagne, Marie de France, en cela digne héritière de sa mère Aliénor d'Aquitaine.
- Rodrigue, futur Cid, alors simple alferez de la cavalerie du roi de Castille, et Jimeno Garcés, sénéchal de Navarre, dans le Carmen Campidoctoris (es) puis le Cantar de mio Cid. Donné perdu d'avance, le jeune héros acquiert par sa victoire dans un tournoi, daté par les commentateurs de 1066, le titre de Campi doctor, littéralement « maître du champ de bataille » en latin, au sens de général d'armée, Campeador en castillan, al-Qanbiyatur en arabe, Champion en français.
- Le combat de Tancrède et Clorinde dans le chant XII de La Jérusalem délivrée. Tancrède blesse mortellement la fille du roi d'Éthiopie. Il ne reconnaît celle qu'il aime, venue incendier son camp, qu'en la désarmant. Le Tasse décrit l'empire des passions, cause des défaites, sur la vertu guerrière. Par ce duel, le héros a tout perdu, victoire et amour.

### Théâtre
- Macbeth et Macduff, dans la dernière scène de Macbeth de William Shakespeare.
- Le prince Hamlet et Laerte, dans la dernière scène de Hamlet de William Shakespeare.
- Les personnages de Don Rodrigue et Don Gomez dans Le Cid (1637) de Pierre Corneille. Rodrigue tue Gomez, le père de son amante, ce qui constitue la source du conflit central de la pièce.
- Eugène Labiche, Le Voyage de monsieur Perrichon.
- Cyrano de Bergerac opposé au vicomte de Valvert, au sujet du nez du premier.

### Romans

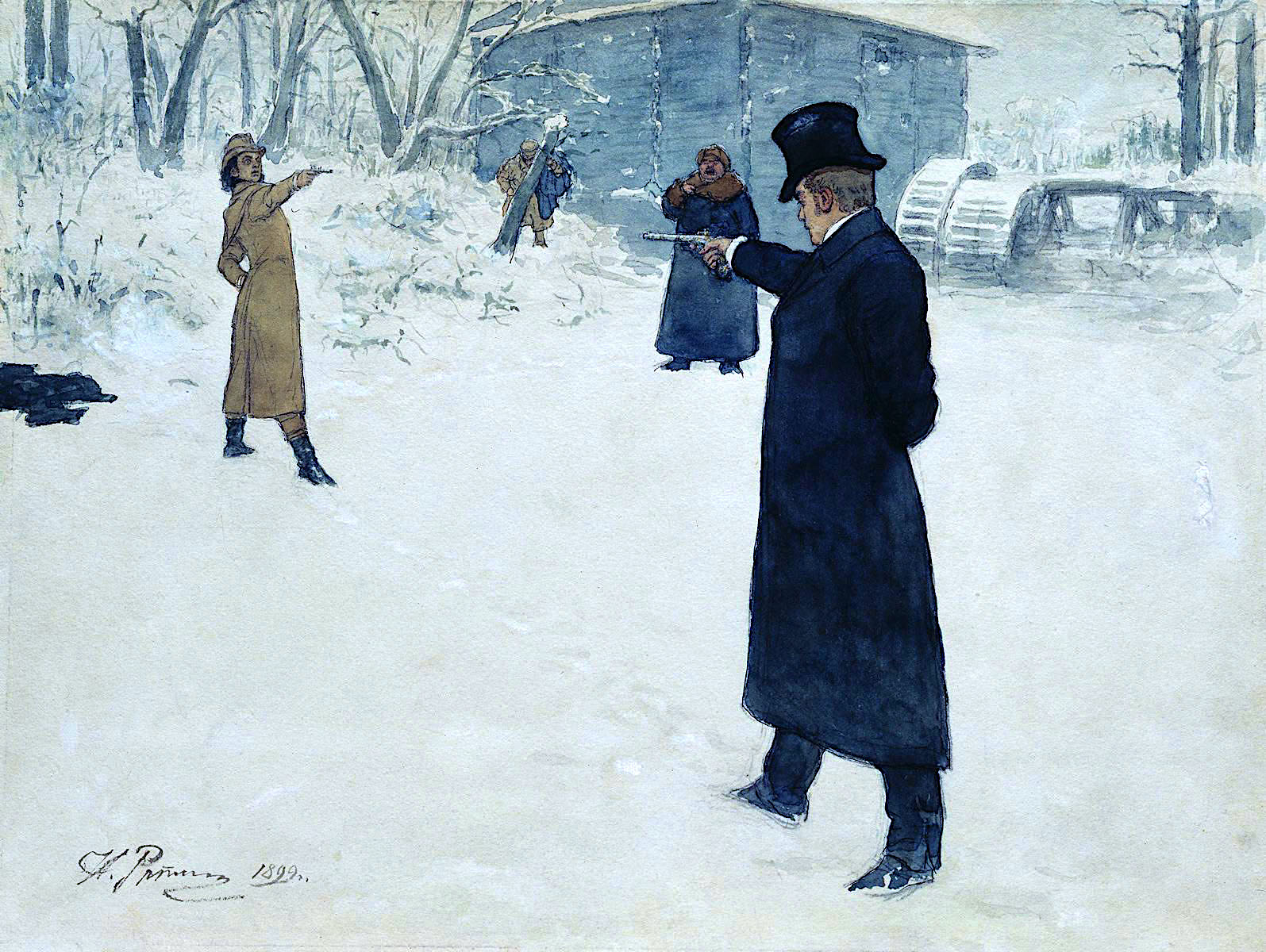
Le duel d'Eugène Onéguine et Vladimir Lenskyi par Ilia Répine

- Danceny opposé à Valmont, dans Les Liaisons dangereuses de Choderlos de Laclos. Valmont se laisse tuer.
- Le docteur Benjamin Rathery et le mousquetaire de Pont-Cassé dans Mon oncle Benjamin (chapitre XVI). L'auteur, tout en dénonçant l'absurdité d'une telle coutume dans une société aristocratique dévoyée, célèbre l'héroïsme de la tradition du duel républicain.
- Les Mémoires de Barry Lyndon, de William Makepeace Thackeray (1844), commencent par un duel. Ce point d'honneur est l'un des fils directeurs de la vie de l'aventurier. L'auteur peint une société qui a sacrifié ses valeurs au hasard du jeu, de la guerre et du duel.
- D'Artagnan opposé à Athos dans Les Trois Mousquetaires, pour une bousculade. Les témoins furent Aramis et Porthos, amis d'Athos et futurs adversaires de d'Artagnan. En conséquence de ce duel interrompu, les quatre personnages devinrent amis[nb 6].
- Dans Le Comte de Monte-Cristo d'Alexandre Dumas, le jeune vicomte de Morcerf provoque Edmond Dantès, comte de Monte-Cristo, en duel ; ce pour venger l’honneur de son père Fernand Mondego, comte de Morcerf, d'accusations accablantes sur sa trahison récente à Janina, dont il ne conteste pas l'exactitude, mais qu'il trouve inconvenantes en provenance du comte. Ce duel laisse finalement place à des excuses quand le jeune Morcerf apprend par sa mère, Mercedes Herrera, l'ancienne fiancée d'Edmond, le mal que Fernand avait fait à Edmond vingt-trois ans plus tôt.
- Dans Le Vicomte de Bragelonne d'Alexandre Dumas, le comte de Wardes se bat tout d'abord avec le duc de Buckingham puis avec le comte de Guiche, pour la même raison (la vertu de Louise de La Vallière) ; est blessé par le premier et blesse le second, en accord avec l'évolution de la relation entre Louis XIV et la jeune fille.
- Le Capitaine Fracasse (baron de Sigognac) opposé au duc de Vallombreuse, pour l'amour/honneur d'Isabelle, comédienne. Deux duels, Vallombreuse blessé les deux fois, la seconde gravement.
- Georges Duroy dans Bel-Ami est prié par M. Walter, rédacteur en chef de La Vie française, un quotidien pour lequel il travaille, de combattre en duel un opposant au journal. Finalement, personne n'est touché.
- La nouvelle de Maupassant Un Lâche, parue dans les Contes du jour et de la nuit (1885), raconte la nuit d'angoisse précédant le duel d'un vicomte, qui est terrorisé à l'idée de mourir.
- Guy de Maupassant écrit une nouvelle, Un duel, publié dans Le Gaulois du 14 août 1883.
- Pierre et Dolhokov dans Guerre et Paix dans le parc Sokolniki.
- Piétchorine et Grouchnitski dans Un héros de notre temps de Mikhaïl Lermontov.
- Eugène Onéguine, personnage éponyme du roman de Pouchkine, et Vladimir Lenski.
- Dans Effi Briest de Theodor Fontane (1895), un duel au pistolet oppose le baron von Innstetten et le commandant Crampas, ce dernier ayant entretenu une liaison avec l'héroïne éponyme, épouse d'Innstetten. Le baron blesse mortellement l'homme qui l'a offensé.
- Nicolaï Vsévolodovitch Stavroguine contre Artémi Pétrovitch Gaganov dans Les Possédés de Fiodor Dostoïevski. Duel au pistolet, Stavroguine manque volontairement son adversaire, qui échoue, lui, involontairement.
- Duel de Joseph Conrad (qui servit de sujet au film Les Duellistes de Ridley Scott, en 1977) : deux officiers de l'armée napoléonienne se battent en duel à plusieurs reprises au fil des ans.
- Dans L'Éducation sentimentale de Gustave Flaubert, Frédéric Moreau est amené à se battre en duel contre Cisy. Le duel sera interrompu par Arnoux, informé par un ami de Regimbart, et n'aura finalement pas lieu.
- Dans La Promesse de l'aube de Romain Gary, le narrateur se trouve à se battre en duel contre un soldat polonais dans le couloir d'un hôtel londonien, au cours de la Seconde Guerre mondiale.
- Dans la saga Le Trône de fer de Georges Martin, le prince Oberyn Nyméros Martel affronte le chevalier Gregor Clegane pour venger le viol de sa sœur Élia, ainsi que son meurtre et l'assassinat de ses enfants. Le prince blesse grièvement son adversaire, mais ce dernier parvient à le prendre par surprise, et lui broie la boîte crânienne.

### Cinéma

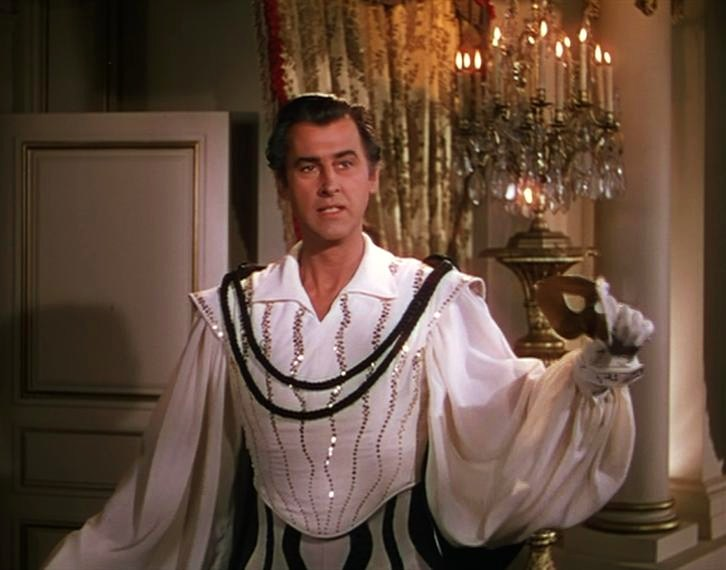
Scaramouche : le héros interprété par Stewart Granger juste avant la scène du duel.

- Frédérick Lemaître (interprété par Pierre Brasseur) se bat en duel dans Les Enfants du paradis, film de Marcel Carné (1945).
- La scène du duel interprétée par Stewart Granger dans Scaramouche, film de George Sidney (1952), passe pour être la plus longue jamais tournée au cinéma.
- Dans le film Barry Lyndon de Stanley Kubrick (1975), inspiré des Mémoires de Barry Lyndon, le héros connaît deux duels significatifs au début et la fin, qui marquent pour le premier le début de l'ascension sociale du personnage, et pour le second sa chute.
- Les Duellistes, film de Ridley Scott (1977) d'après la nouvelle Le Duel de Joseph Conrad, parue en 1908.
- Dans le film Le Professionnel (1981) de Georges Lautner, Josselin Beaumont, interprété par Jean-Paul Belmondo, défie en duel le redoutable commissaire Rosen, interprété par Robert Hossein. Beaumont tue Rosen.
- Dans le film La Classe américaine : Le Grand Détournement (1993) de Michel Hazanavicius et Dominique Mezérette, Franky (interprété par Frank Sinatra) défie Jacques (joué par James Stewart) à propos d'un différend à caractère racial (duel inoffensif)[179].
- Dans le film Ridicule (1996) de Patrice Leconte, le jeune baron Grégoire Ponceludon de Malavoy, personnage principal, affronte et tue en duel au pistolet le colonel de Chevernoy, officier du roi.
- Dans le film Le Barbier de Sibérie (1998) de Nikita Mikhalkov, un duel clandestin oppose Andreï Tolstoï à un autre escrimeur.
- Le film Le Dernier Duel (2021) de Ridley Scott, met en scène les raisons qui vont conduire à l'un des derniers duels judiciaires en France, le duel Carrouges-le Gris de 1386[180],[181].
- Dans le film Une affaire d'honneur (2023) de Vincent Perez, la journaliste féministe Marie-Rose Astié de Valsayre réclame d'affronter en duel Ferdinand Massat le rédacteur en chef du Petit Journal, qu'elle finit par obtenir grâce à l'intervention de Clément Lacaze, maître d'armes réputé[182].

### Musique
- Le duel, chanson de Charles Trenet et Johnny Hess (1934), décrit un duel à la française.

### Exposition
- « Duels. L'art du combat », musée de l'Armée (Paris), avril-août 2024[183],[184].